# Carte QSL

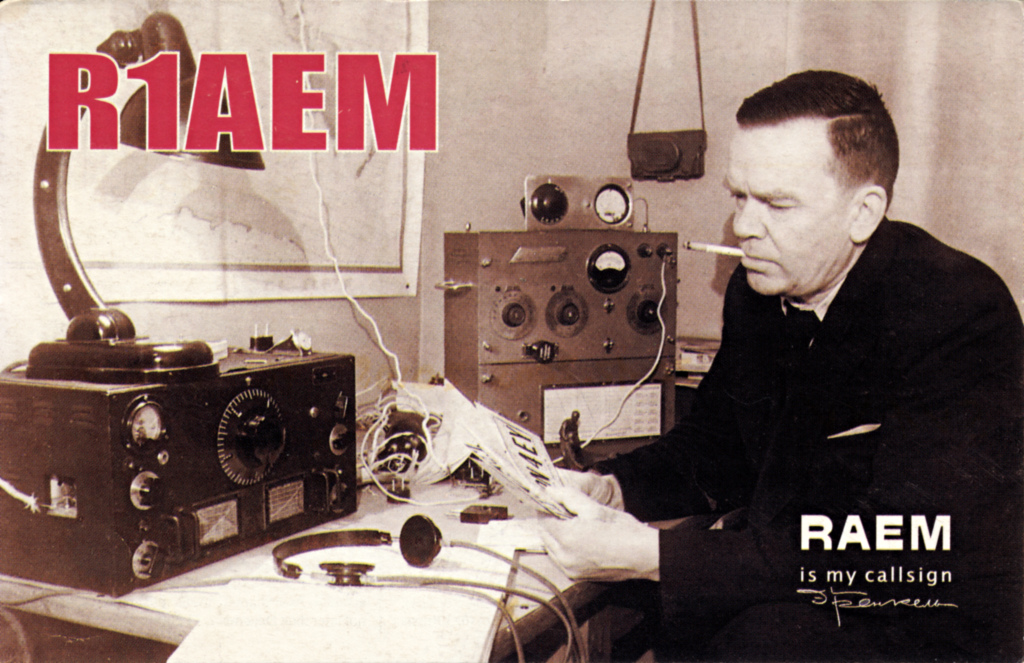
Carte QSL commémorative en l'honneur de Ernst Krenkel

Une carte QSL est une carte réponse ou d'accusé de réception du format d'une carte postale que s'échangent les radioamateurs ou les utilisateurs de la bande des 11 mètres (Cibiste) lorsqu'ils souhaitent confirmer une liaison radio.
QSL est un code qui signifie : « Pouvez-vous me donner accusé de réception ? » ou «J'accuse réception de...», selon le code Q utilisé en télégraphie. Il est utilisé par les radioamateurs pour confirmer à un interlocuteur que l'on a bien compris son message, notamment concernant des échanges d'informations techniques (qualité du signal, puissance d'émission, etc.) ou des échanges d'adresses postales nécessaires à l'envoi de cartes QSL.

## Histoire
Durant les premières années de la radiodiffusion, la capacité d'un poste de radio à capter des signaux éloignés était une source de fierté pour de nombreux utilisateurs et passionnés. Les écouteurs pouvaient poster des "rapports de réception" aux stations de radio en espérant recevoir en retour une lettre officielle pour attester qu'ils avaient bien reçu le signal distant. À mesure que l'envoi de rapports de réception augmentait en nombre, des stations américaines commencèrent à envoyer à leurs écouteurs des cartes postales faisant office d'accusé de réception. Le fait de collectionner ces cartes est devenu une passion de plus en plus populaire chez les radioamateurs durant les années 1920 et 1930.
L'idée d'envoyer une carte postale pour confirmer la réception d'un signal provenant d'une station radio (et, plus tard, pour confirmer un échange mutuel entre radioamateurs) a probablement été imaginée de manière indépendante plusieurs fois.
La toute première occurrence semble être une carte envoyée en 1916 par 8VX depuis Buffalo à 3TQ situé à Philadelphie (à cette époque les préfixes UIT n'étaient pas encore utilisés). La carte standardisée comportant l'indicatif, la fréquence, la date, etc. aurait été développée en 1919 par C.D. Hoffman (indicatif 8UX) à Akron dans l'Ohio. En Europe, le premier à avoir utilisé une carte QSL fut W.E.F. "Bill" Corsham (indicatif 2UV), en 1922, alors qu'il opérait depuis Harlesden en Angleterre.

## Utilisation
Une carte QSL reprend l'indicatif de la station émettrice, celui de la station réceptrice ainsi que les conditions de trafic (date, heure, bande, puissance du signal, mode, etc.), éventuellement complétées d'informations annexes (matériel utilisé, nom, adresse, etc.).
Elles sont soit envoyées directement par la poste au destinataire aux frais de l'expéditeur ou plus généralement par le biais du « service QSL » de l'association dont le radioamateur est membre. Dans ce cas on parle de « QSL via bureau » (ou buro). Ce service est beaucoup plus lent que la poste, mais il est gratuit. En France, ce service est principalement assuré par le Réseau des émetteurs français. Pour faciliter les échanges internationaux urgents par courrier postal, le coupon-réponse international permet à l'expéditeur de recevoir une réponse plus rapide lorsque le destinataire est à l'étranger en lui fournissant le timbre du retour.
La carte QSL sert de preuve pour l'obtention des certificats et autres diplômes que peuvent acquérir les radioamateurs à l'occasion d'un événement ou pour célébrer leur mérite (avoir contacté des amateurs dans au moins 100 entités ou sur six continents, plus de 25 châteaux de France, tous les États américains, toutes les communes japonaises, etc.).
Les cartes QSL s'échangent tant entre radioamateurs qu'avec un écouteur (short wave listener, ou SWL) qui a capté les émissions d'un radioamateur et qui souhaite obtenir sa carte QSL. 
Dans ce cas, l'écouteur doit impérativement indiquer les indicatifs des deux stations en contact et, de préférence, deux ou trois contacts établis par cet amateur pour, d'une part, éviter les erreurs éventuelles et garantir qu'il a bien entendu cet amateur-là et, d'autre part, prouver qu'il n'a pas triché en consultant une base de données en ligne ou en recopiant un carnet de trafic.
Les cartes QSL s'échangent également entre les radioécouteurs individuels et les stations de radiodiffusions internationales ou avec quelques stations utilitaires, comme des stations d'organismes de secours ou des stations radiohoraires.

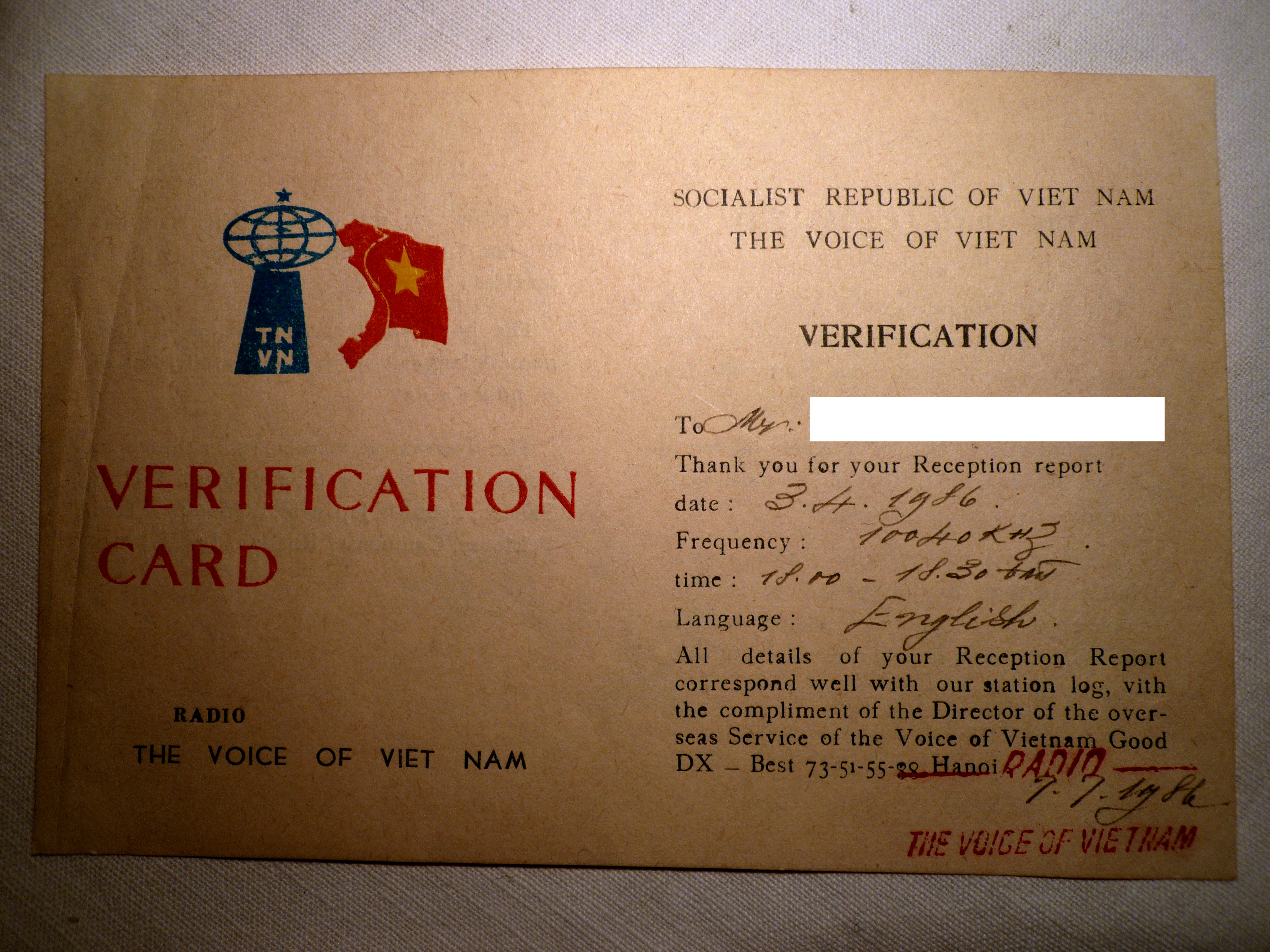
Carte QSL de la Voix du Vietnam, station de radiodiffusion internationale.
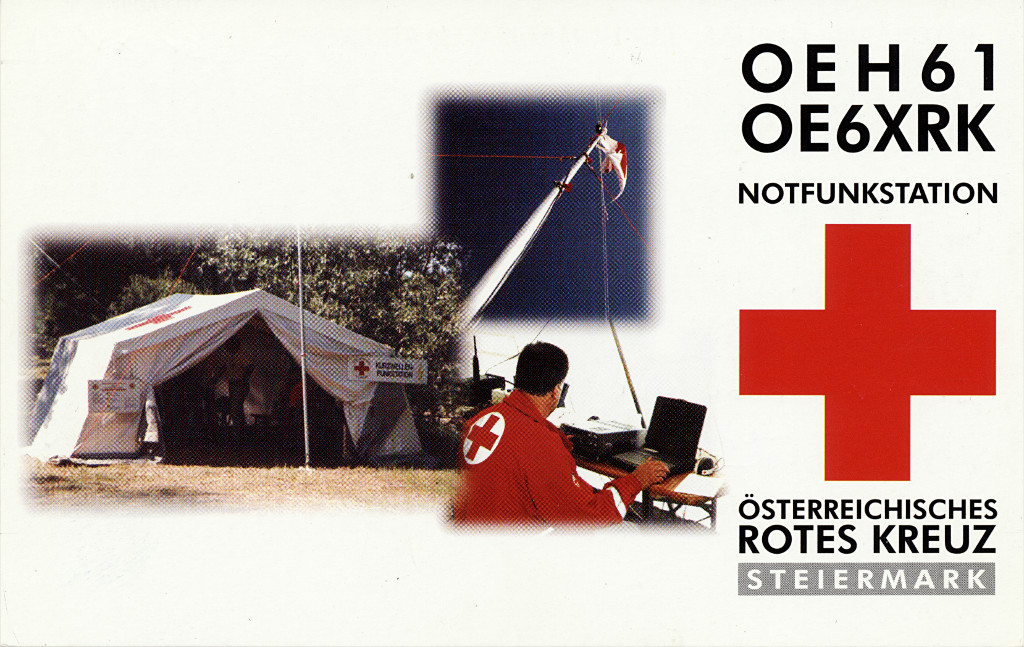
Carte QSL des stations radio OEH61 et OE6XRK de la Croix-Rouge autrichienne.
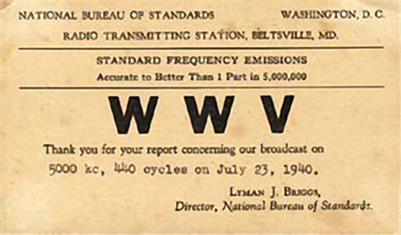
Carte QSL de la station radiohoraire américaine WWV.

## Détail d'une carte QSL
Sur la face : 
- L'indicatif : FG/F1JXQ
- Le QTH : L'île de la Guadeloupe

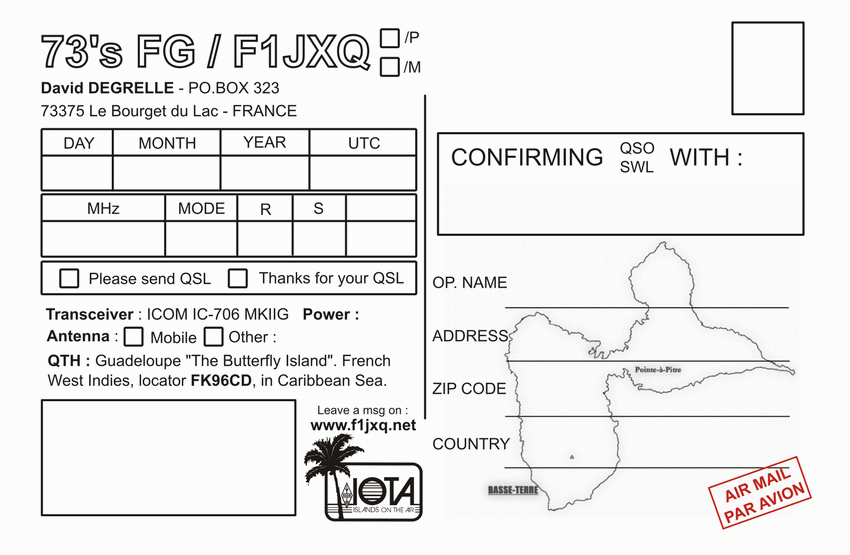
Carte QSL de dos

- Le n° Island on the Air (IOTA) : NA-102
- Zone WAS : 8
- DXCC : FG

Au dos (ci-contre) :
- toutes les indications du QSO (date, heure, fréquence, le report du signal et de la radio).
- différentes informations sur les conditions de la station :  adresse, transmetteur, type d'antenne, puissance.

## Galerie

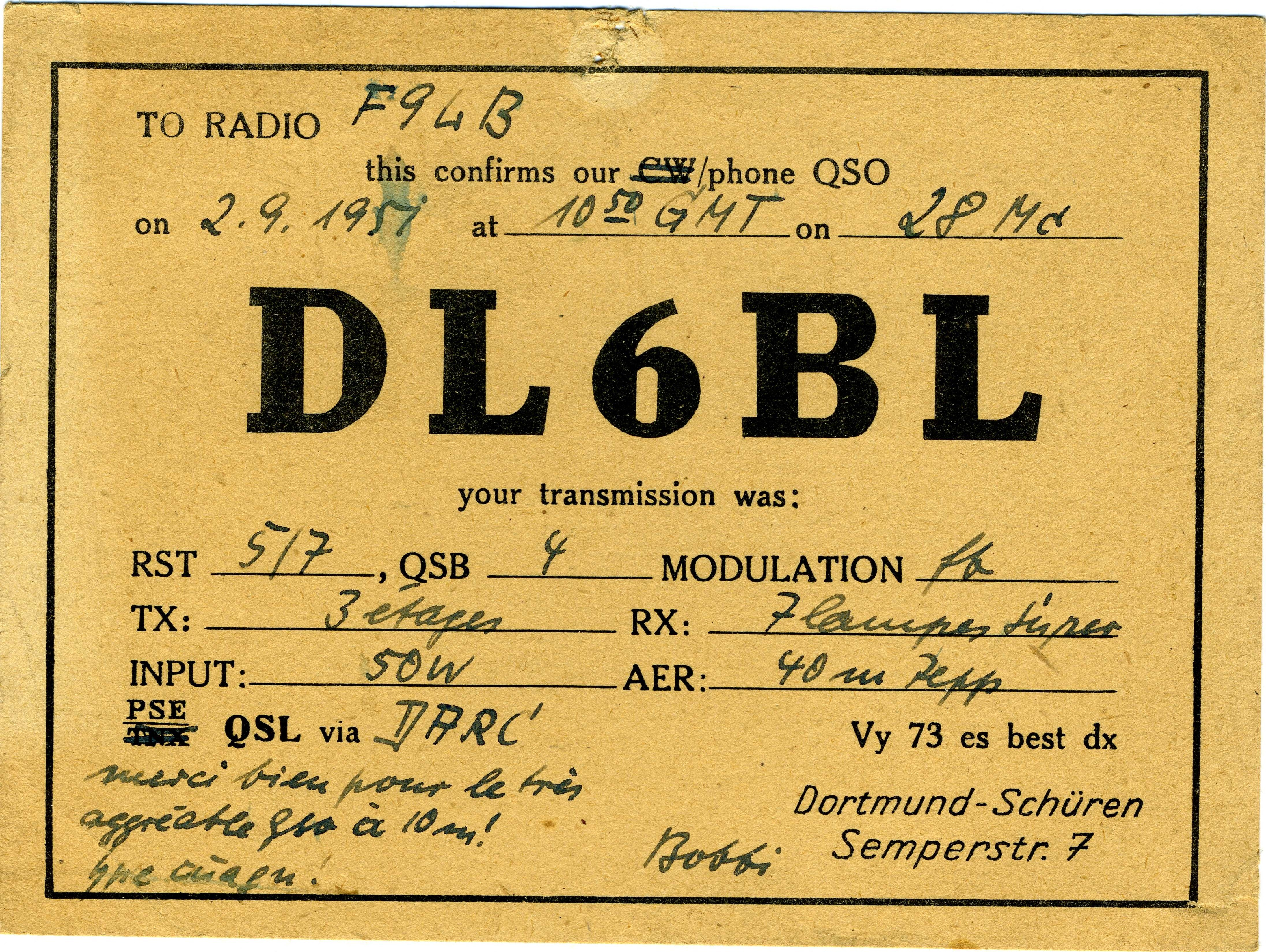
Carte QSL de DL6BL, Allemagne (1951).
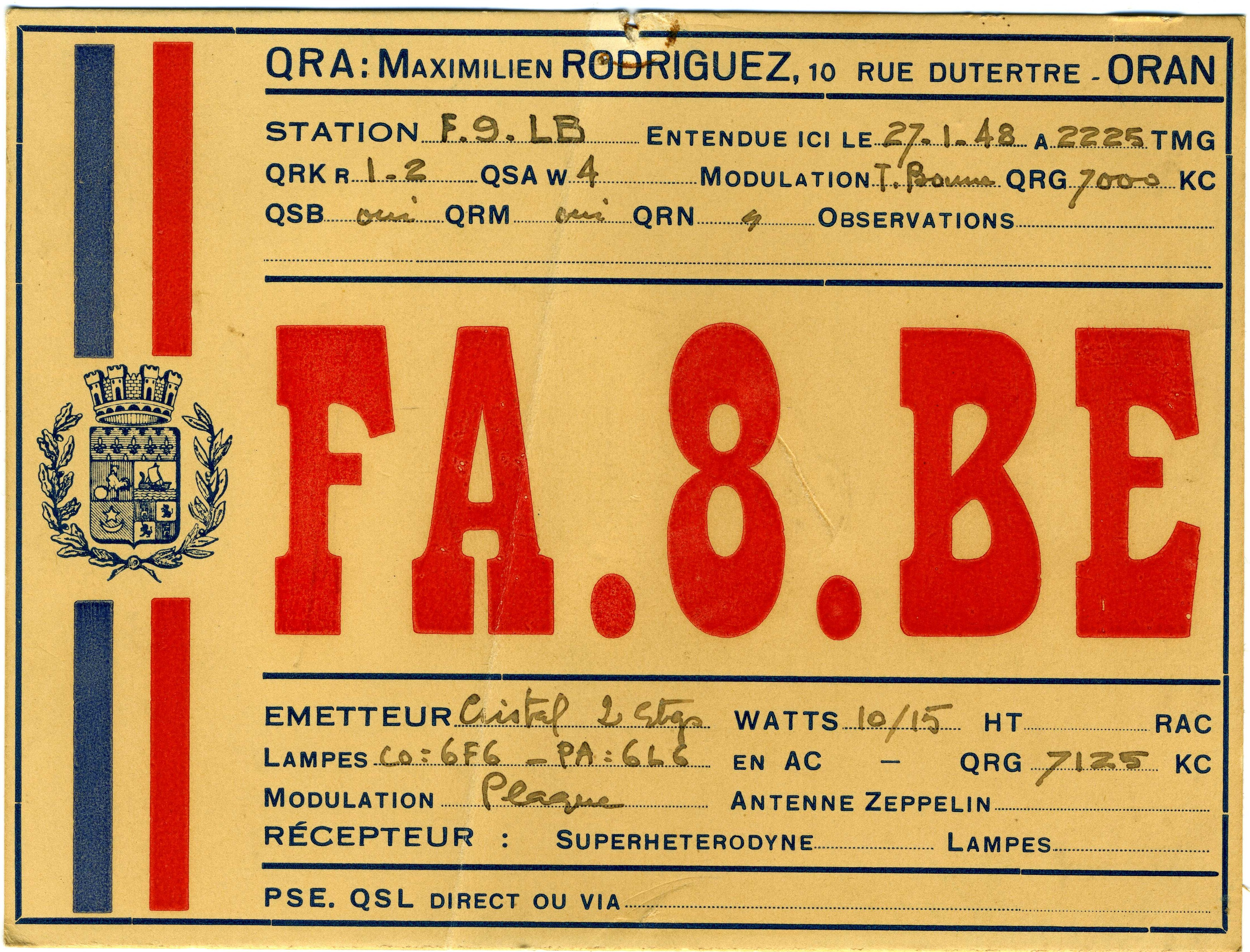
Carte QSL de FA.8.BE, Algérie (1948).
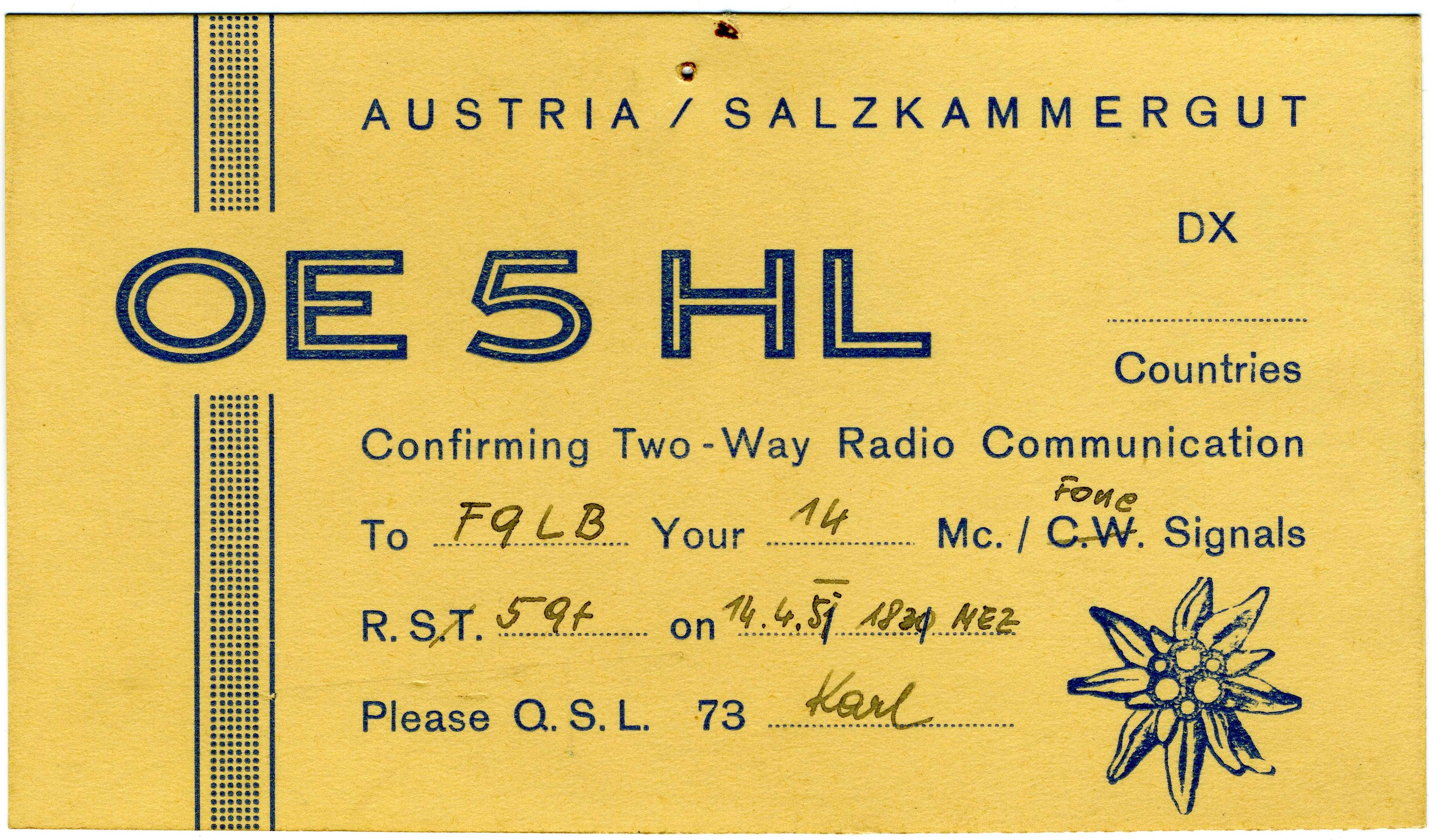
Carte QSL de OESHL, Autriche (1951).
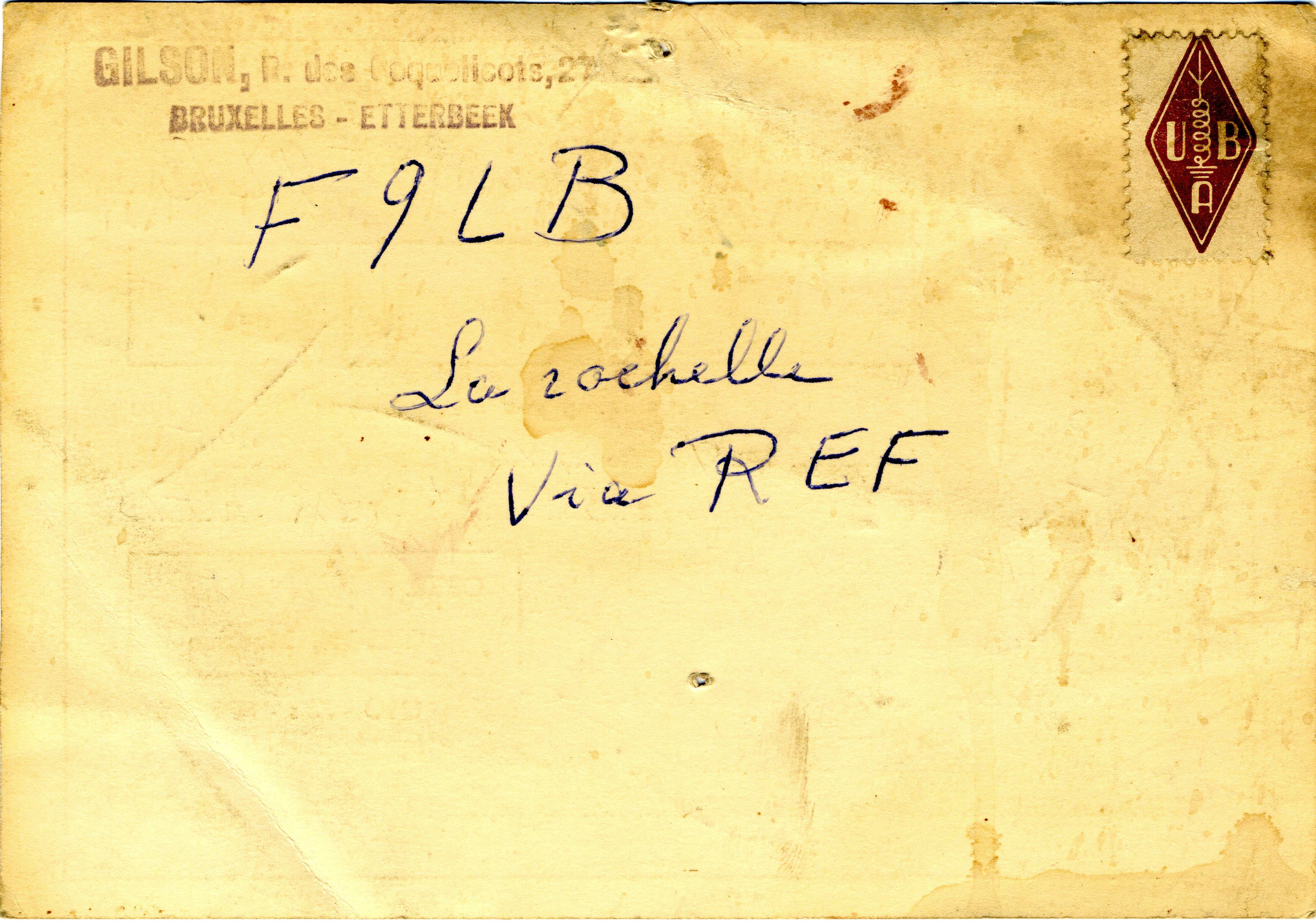
Verso d'un carte QSL de ON4MG avec un timbre de l'UBA, Belgique (1951)
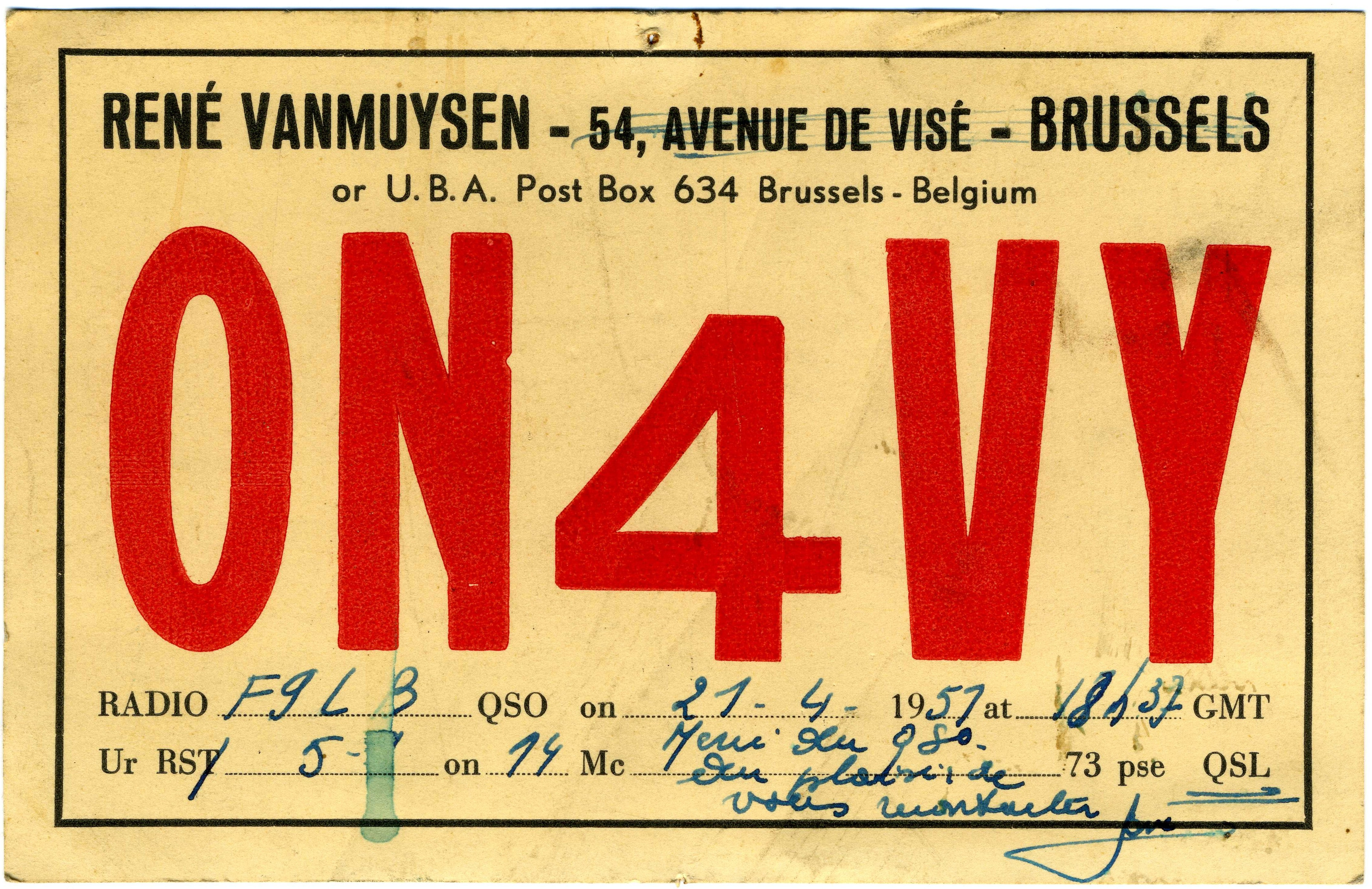
Carte QSL de ON4VY, Belgique (1951).
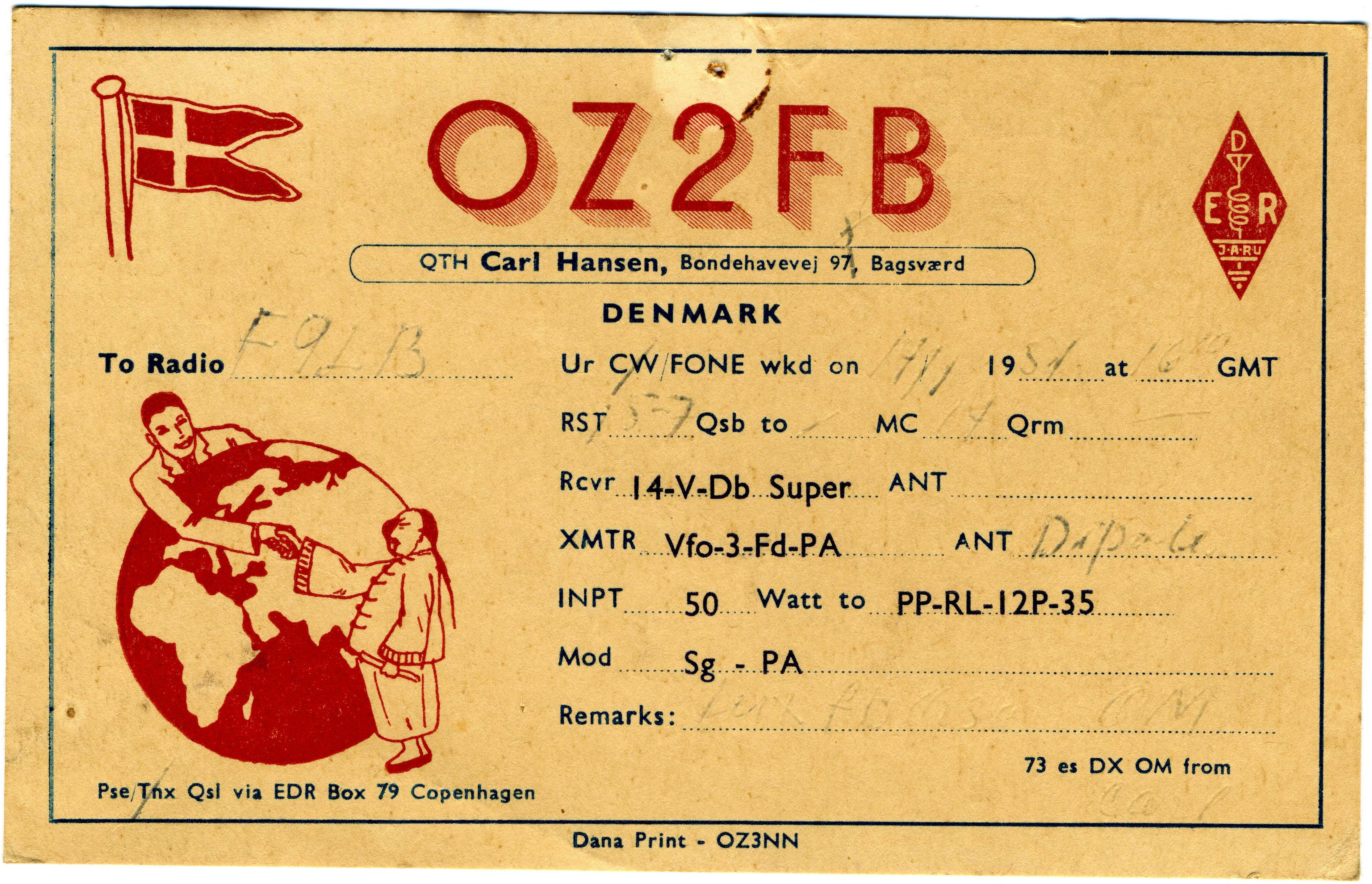
Carte QSL de OZ2FB, Danemark (1951).
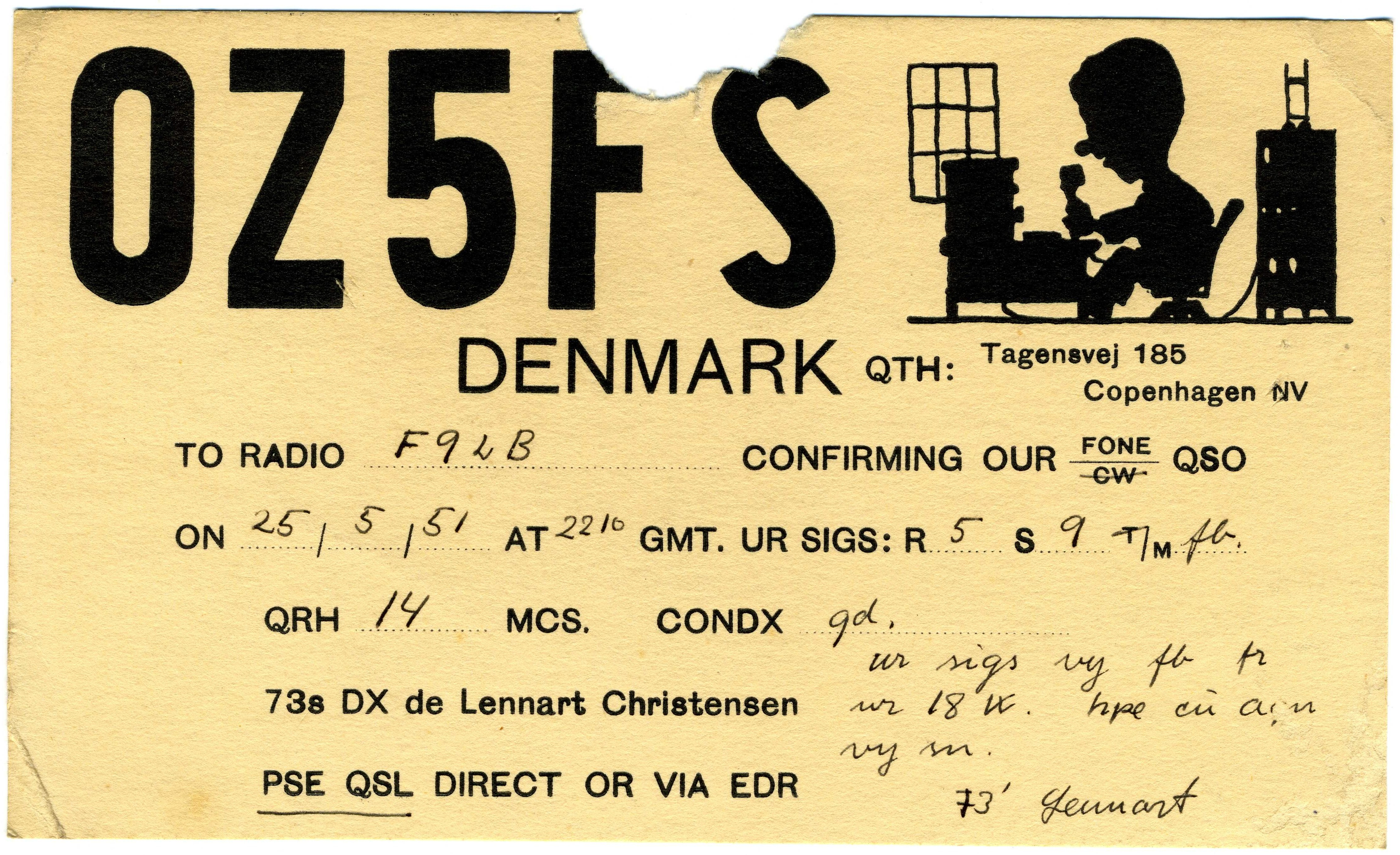
Carte QSL de OZ5FS, Danemark (1951).
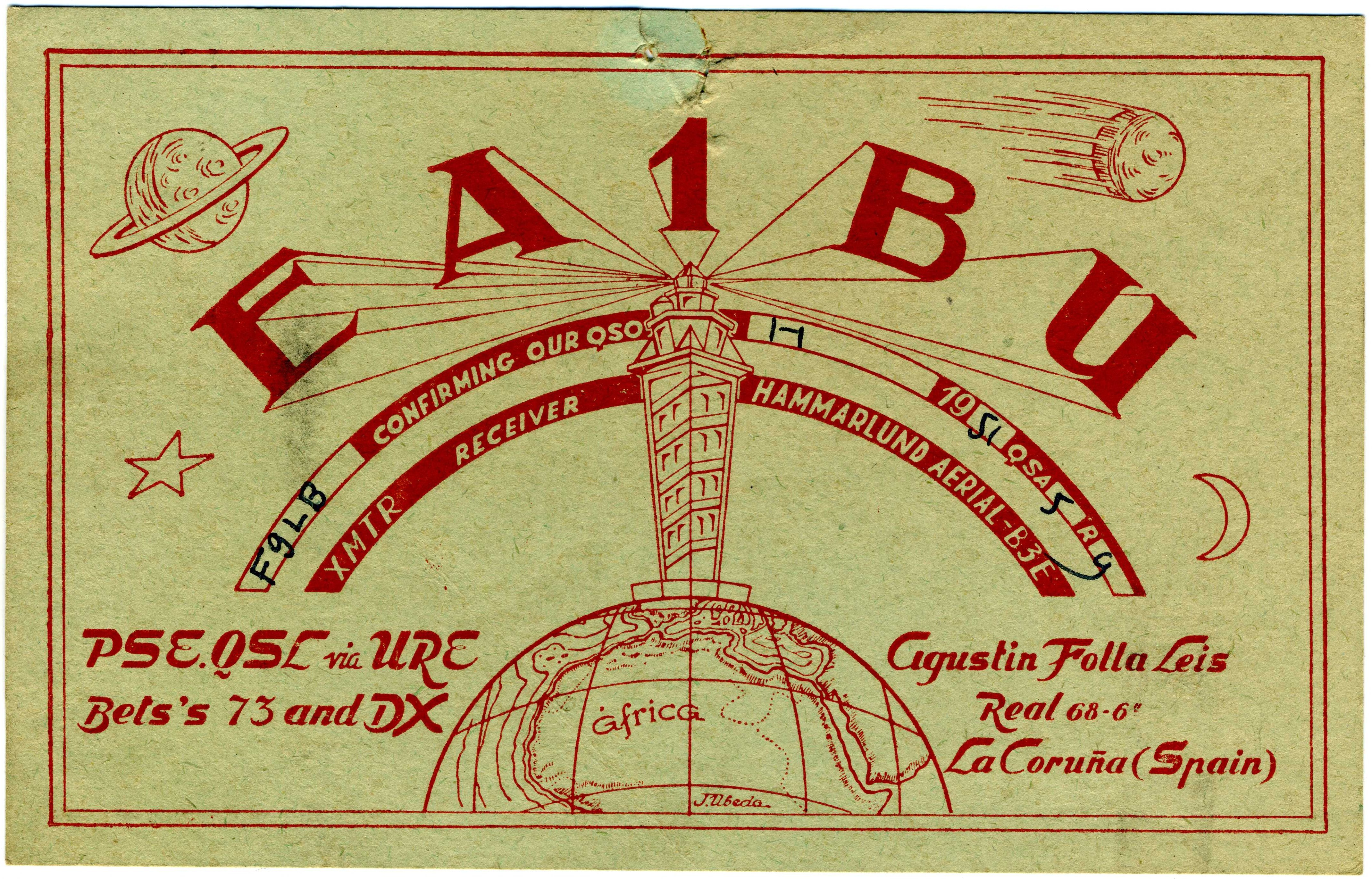
Carte QSL de EA1BU, Espagne (1951).
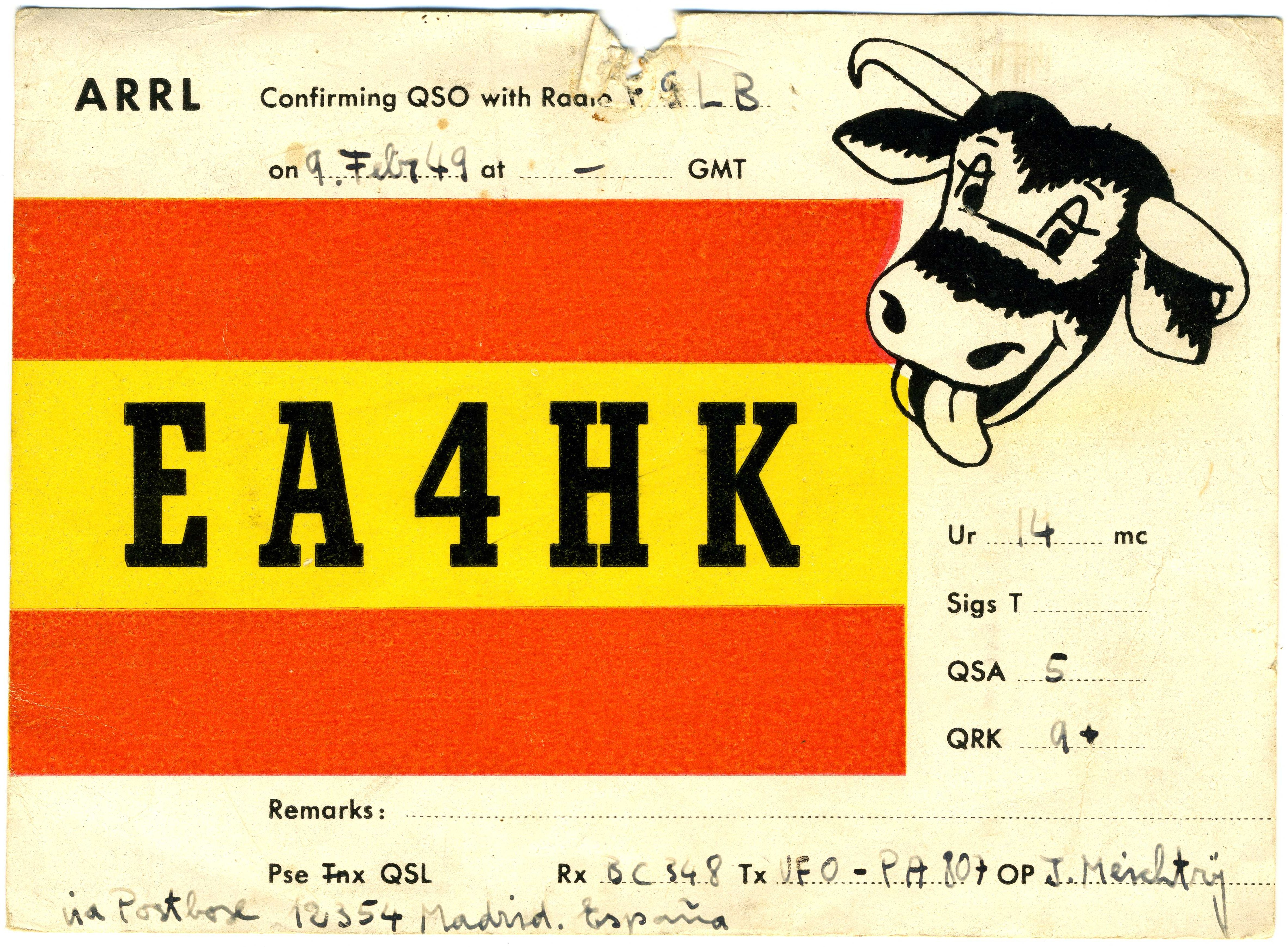
Carte QSL de EH4KA, Espagne (1949).
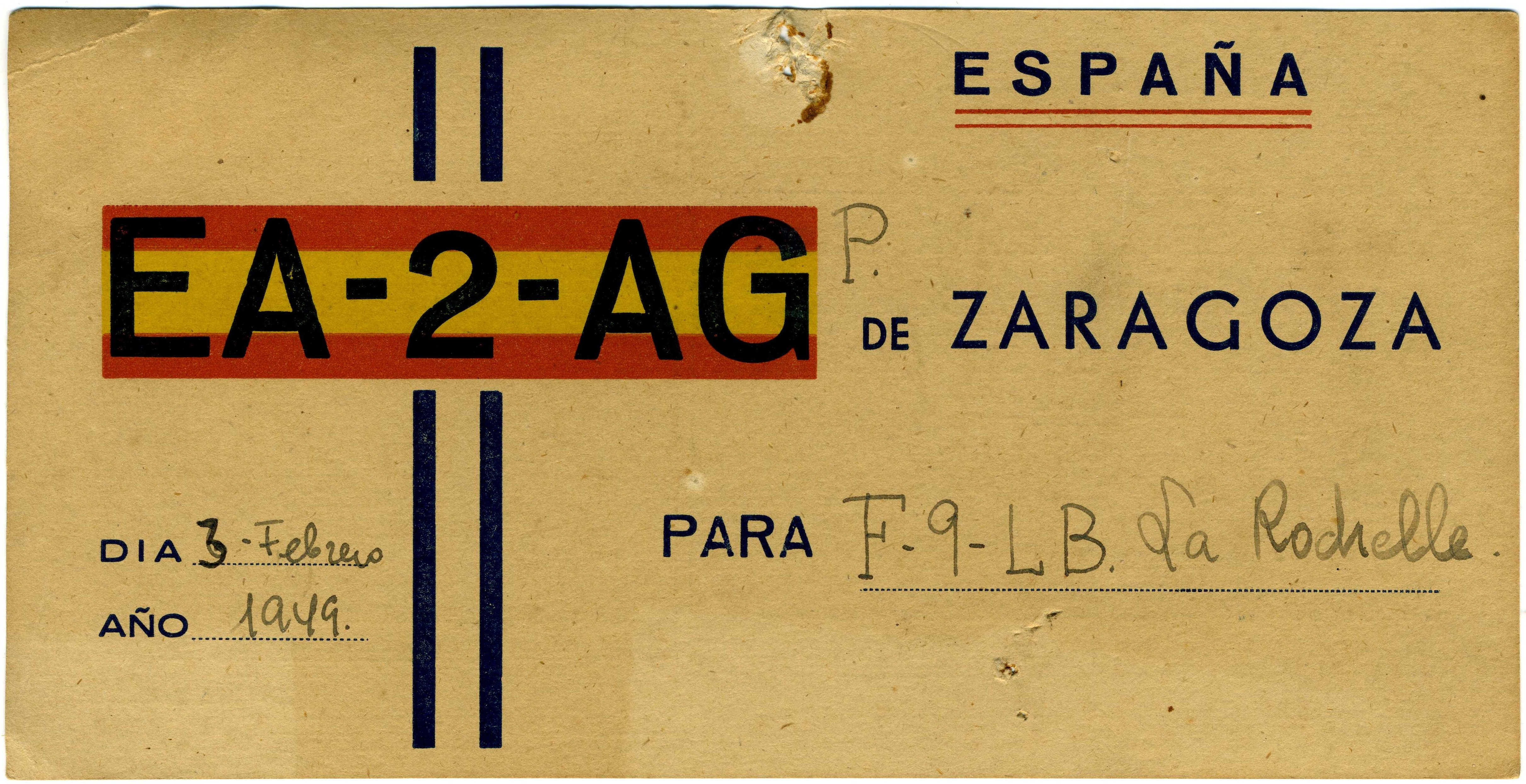
Carte QSL de EA-2-AG, Espagne (1949).
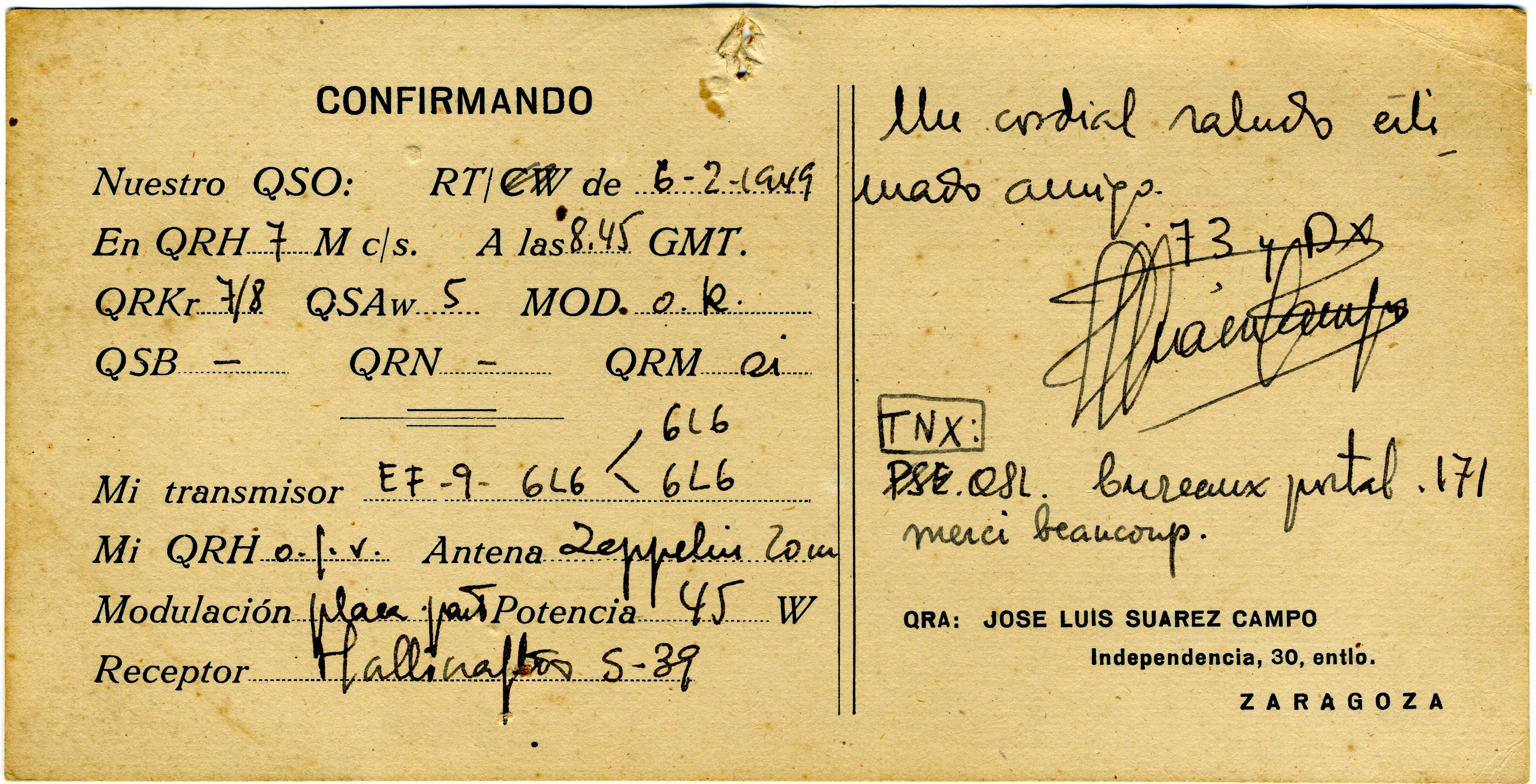
Verso de la carte QSL de EA-2-AG, Espagne (1949).
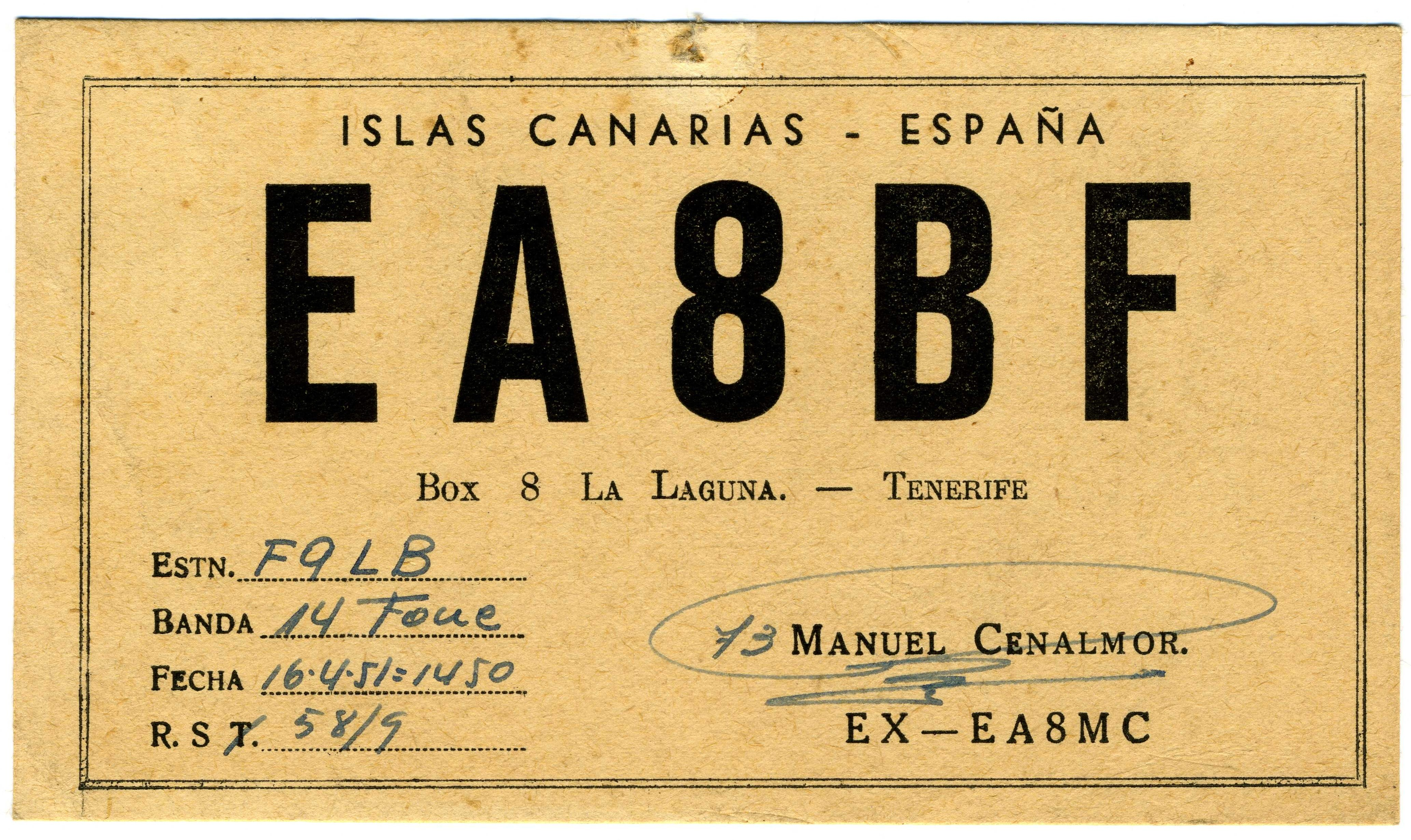
Carte QSL de EA8BF, Iles Canaries, Espagne (1951).
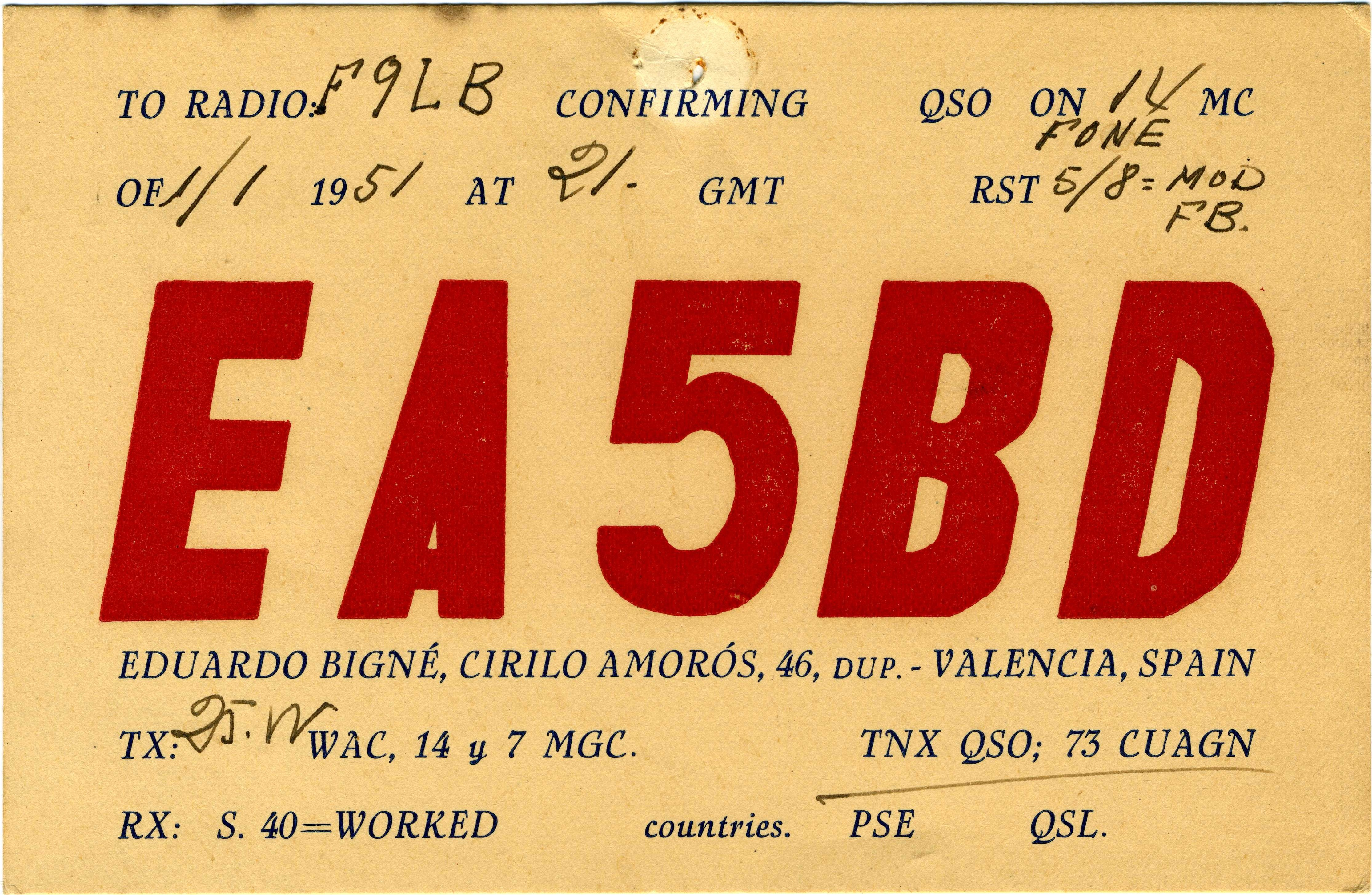
Carte QSL de EA5BD, Espagne (1951).
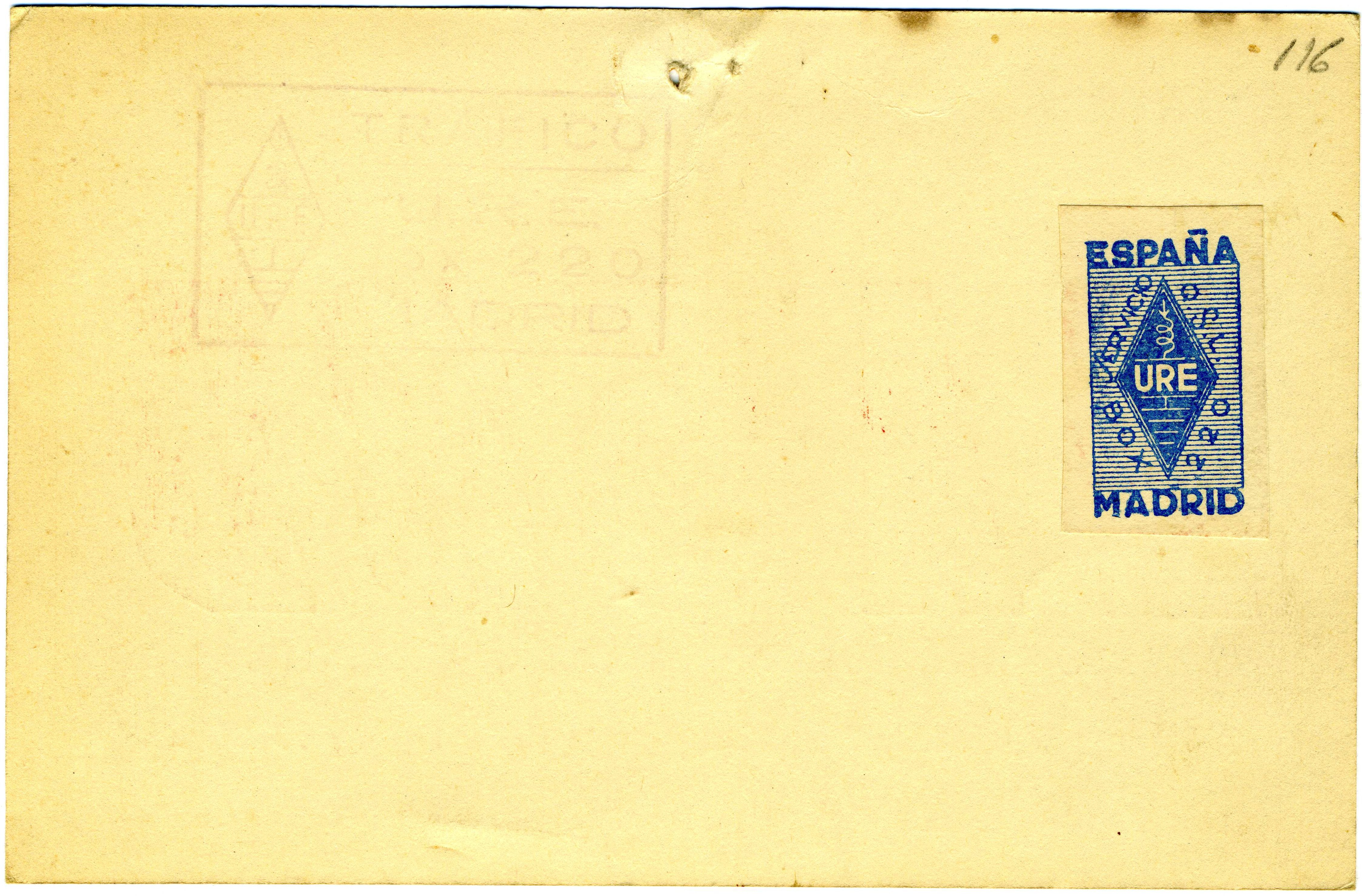
Verso d'un carte QSL de EA5BD avec un timbre de l'UBA, Espagne (1951).
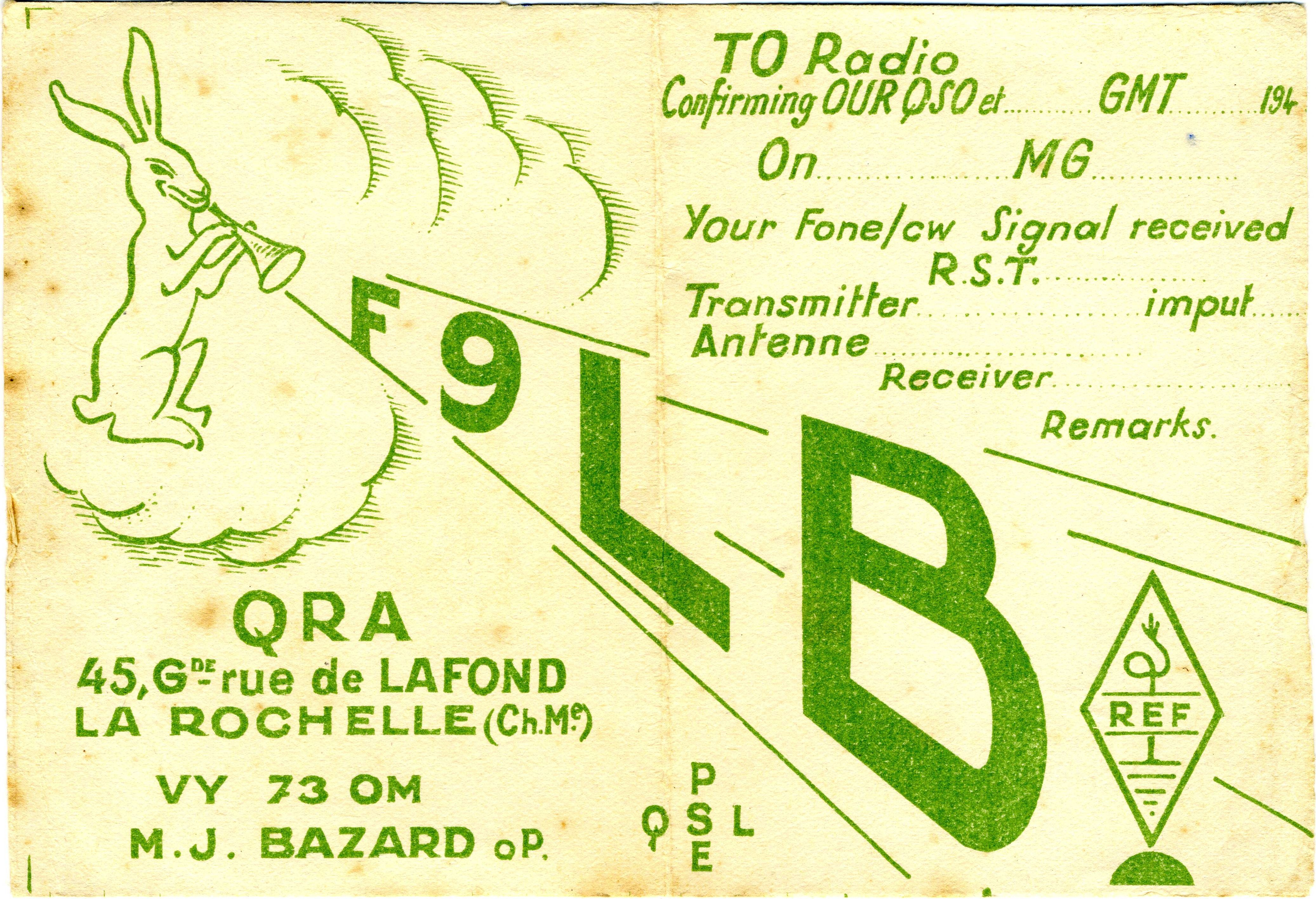
Carte QSL de F9LB, France (1950).
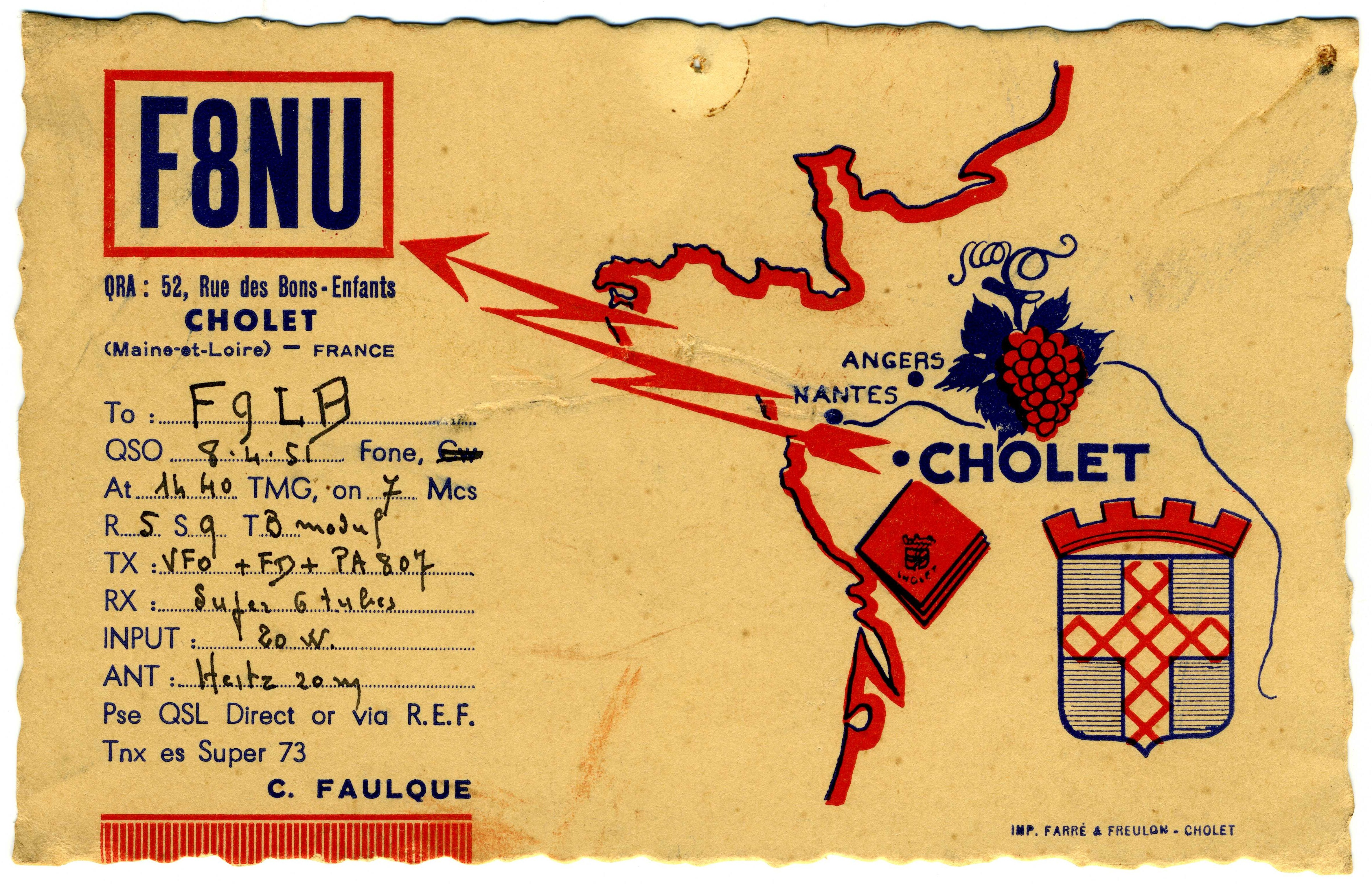
Carte QSL de F8NU, France (1951).
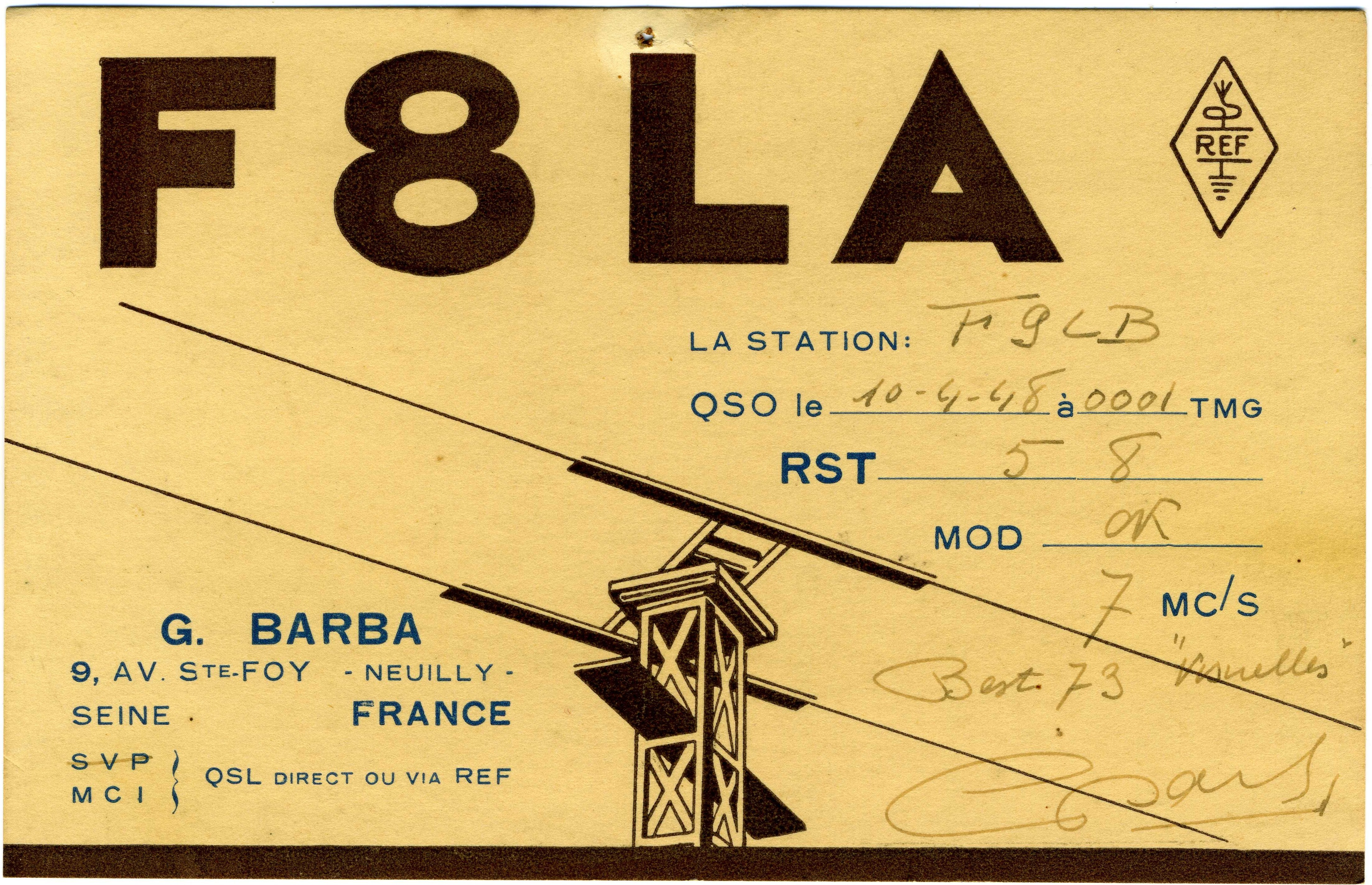
Carte QSL de F8LA, France (1948).
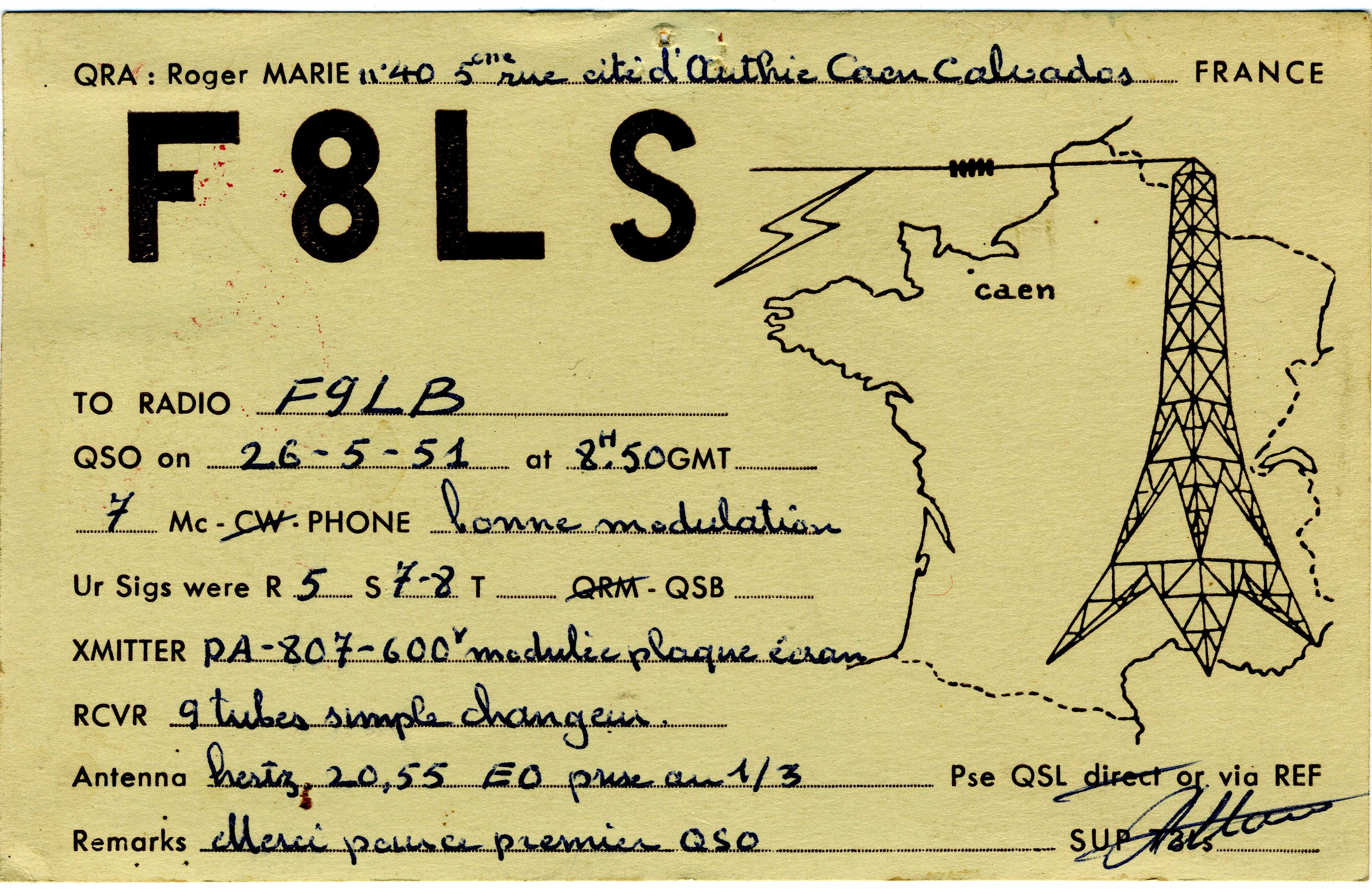
Carte QSL de F8LS, France (1951).
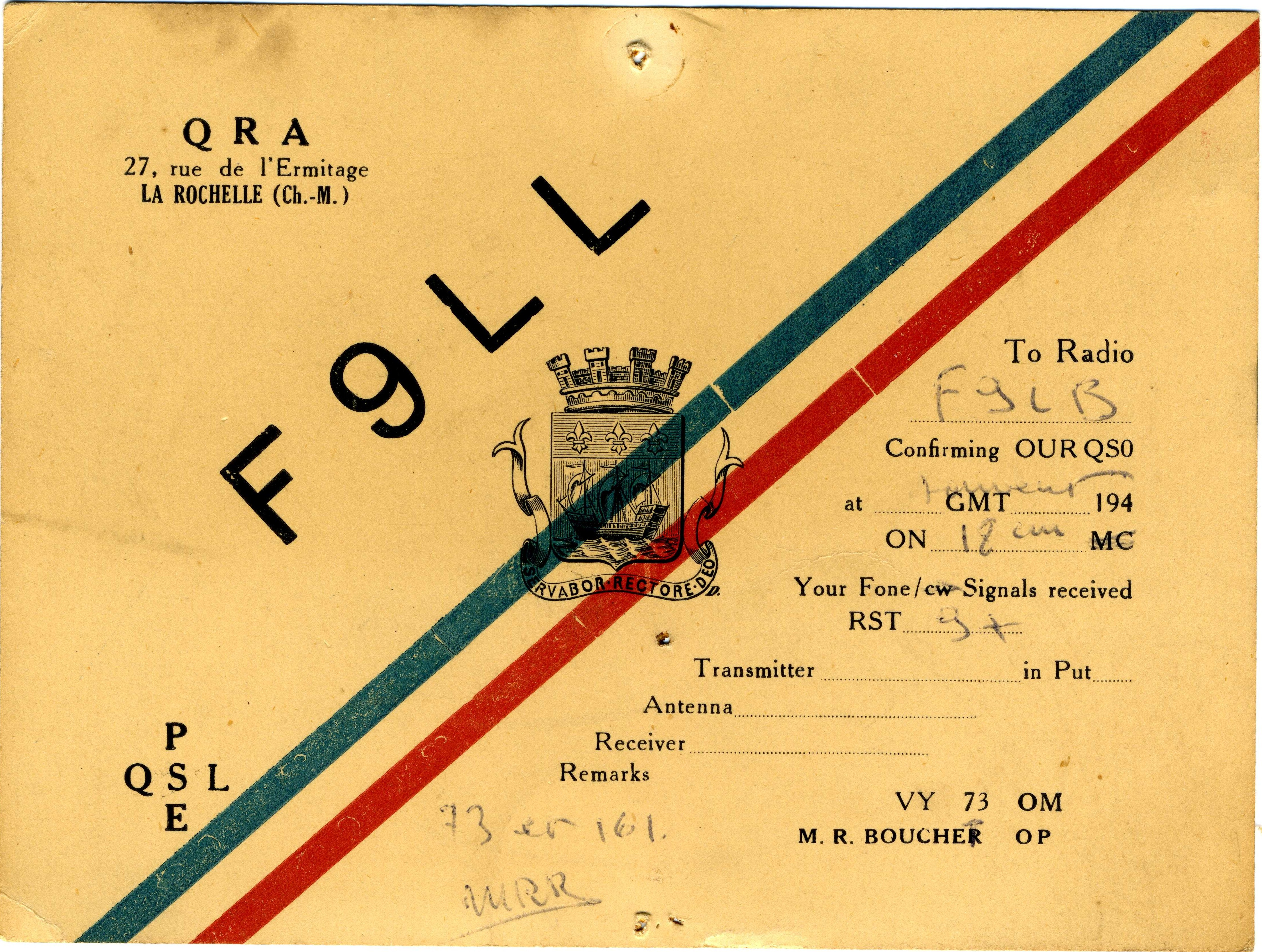
Carte QSL de F9LL, France (1950).
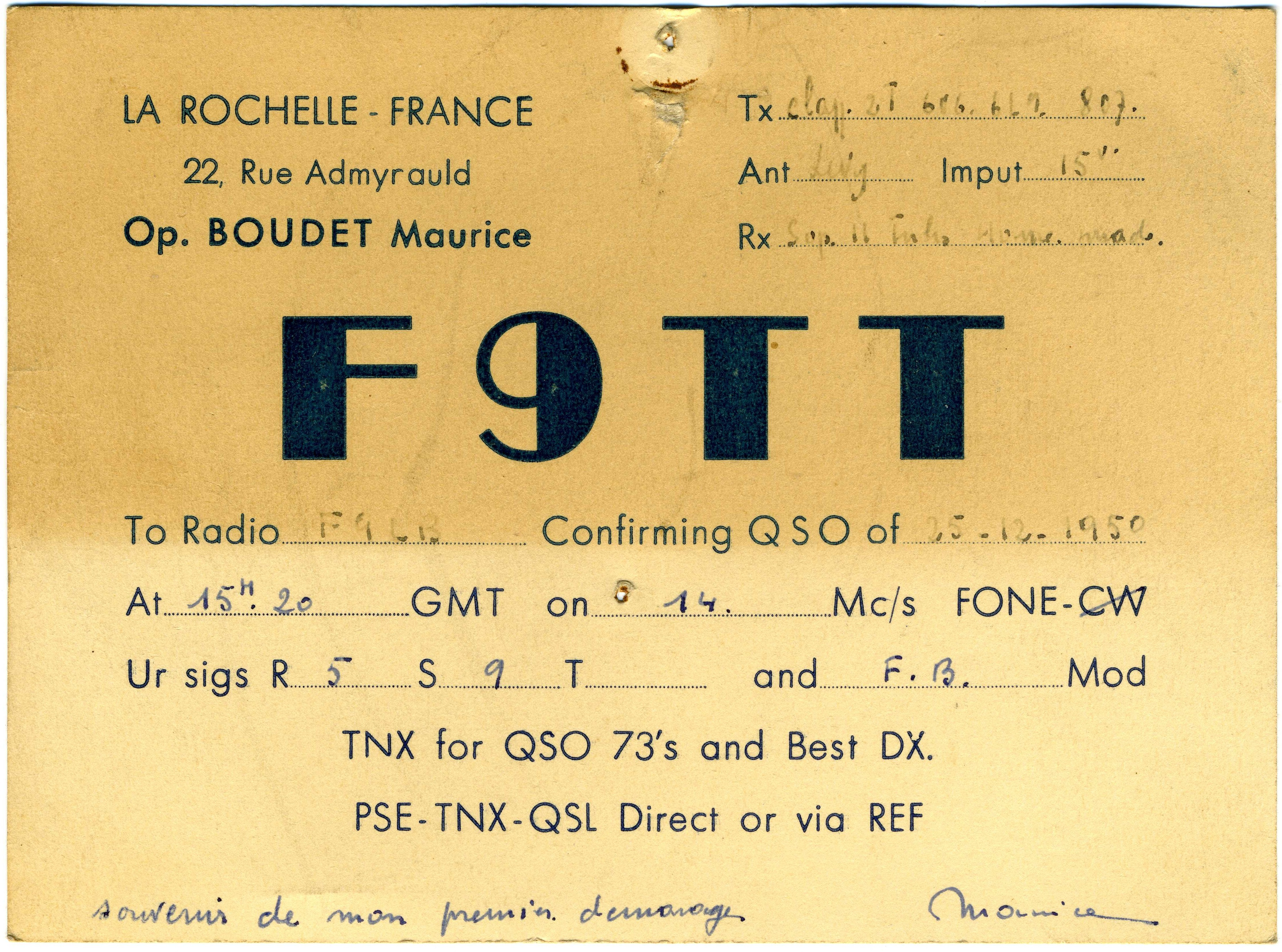
Carte QSL de F9TT, France (1950).
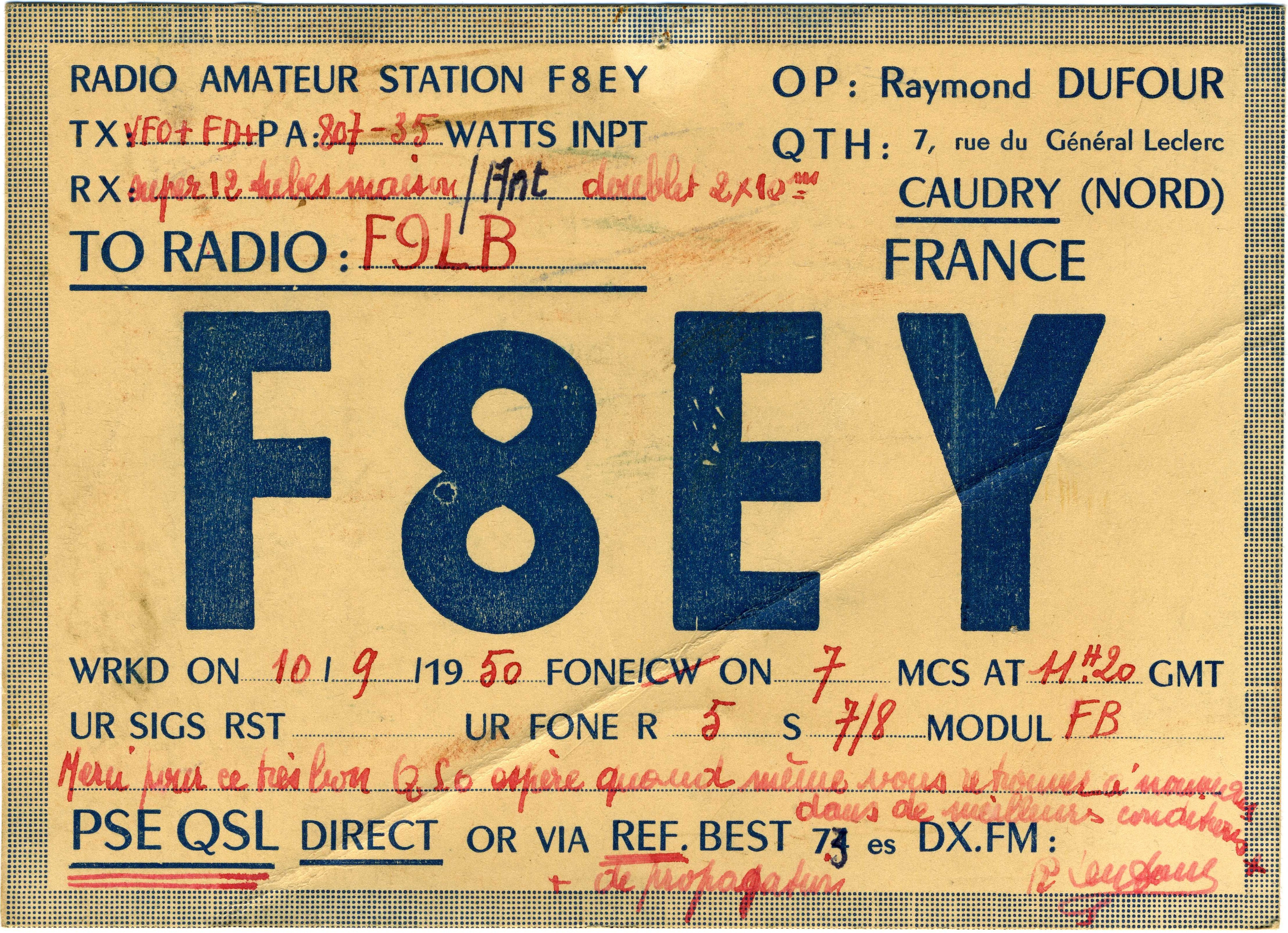
Carte QSL de F8EY, France (1950).
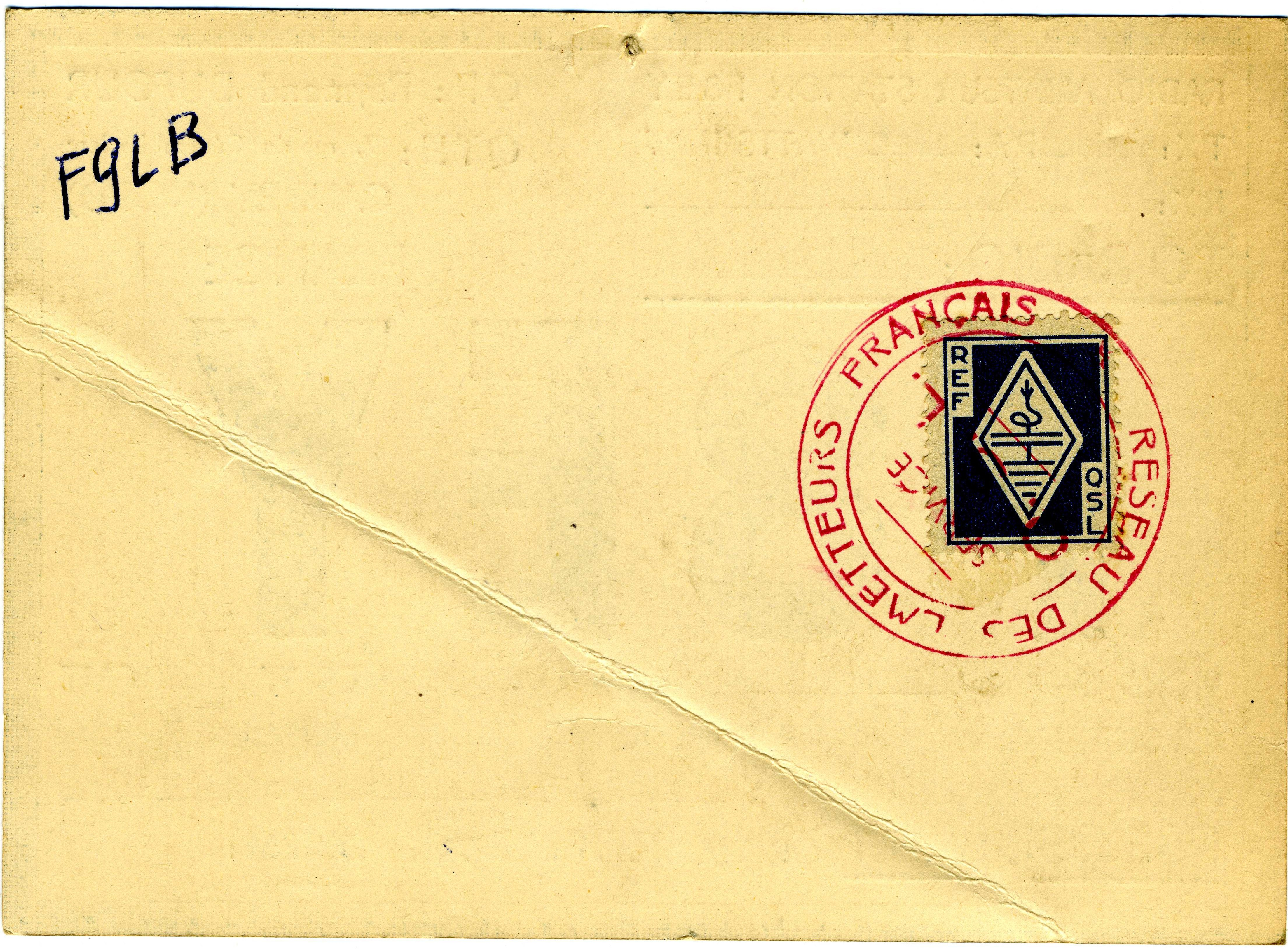
Verso d'un carte QSL de F8EY avec un timbre du REF (1950).
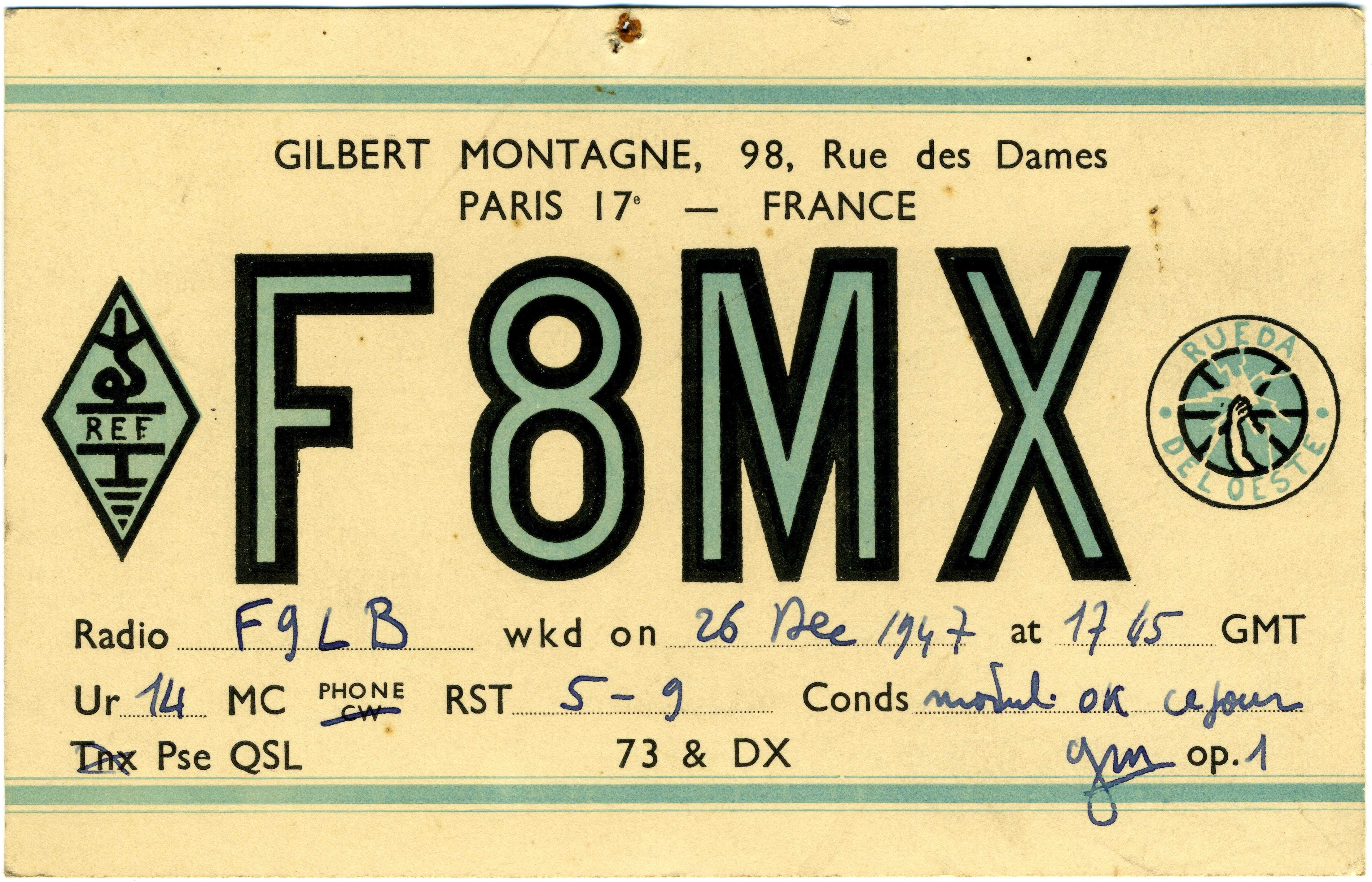
Carte QSL de F8MX, France (1947).
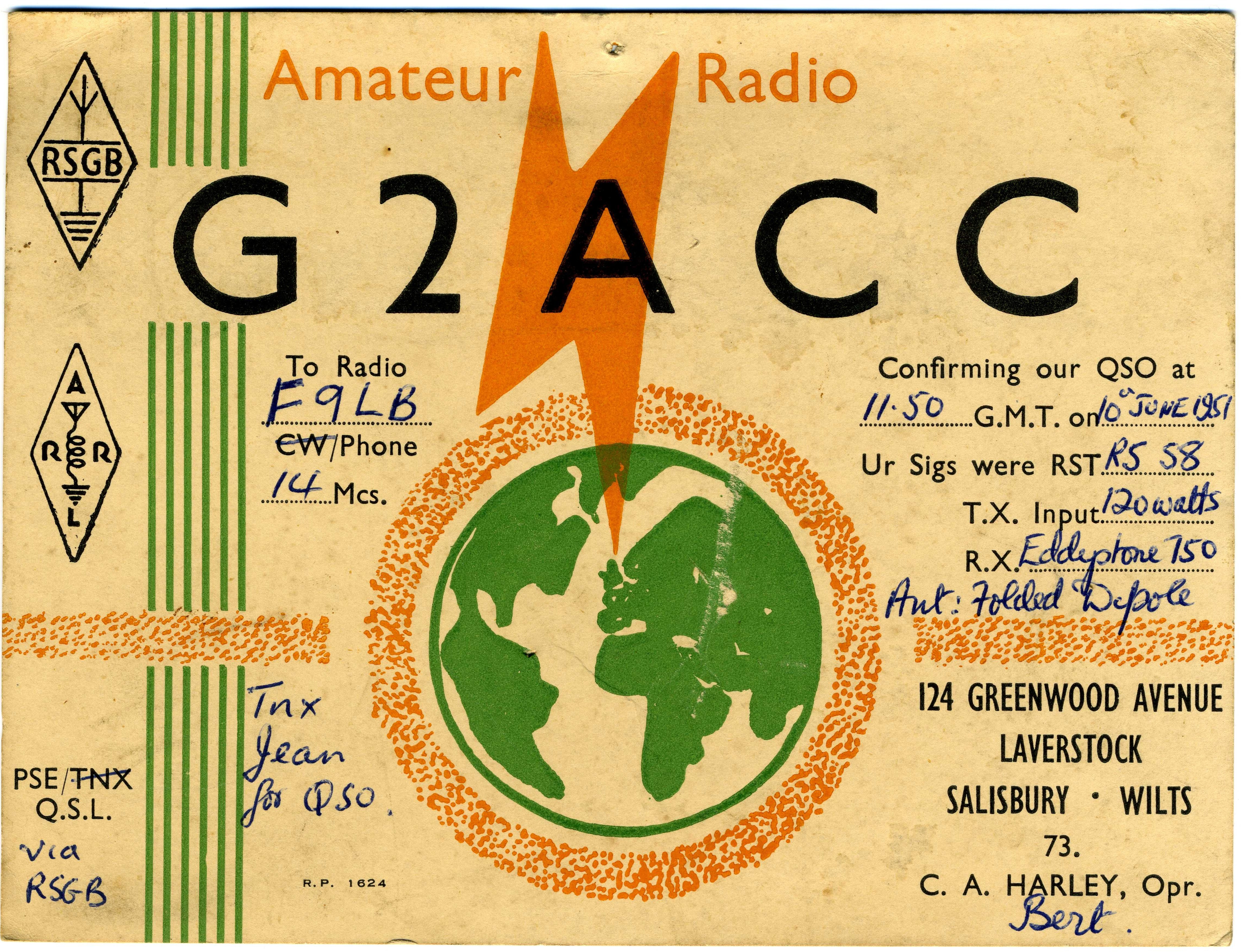
Carte QSL de G2ACC, Grande-Bretagne (1950).
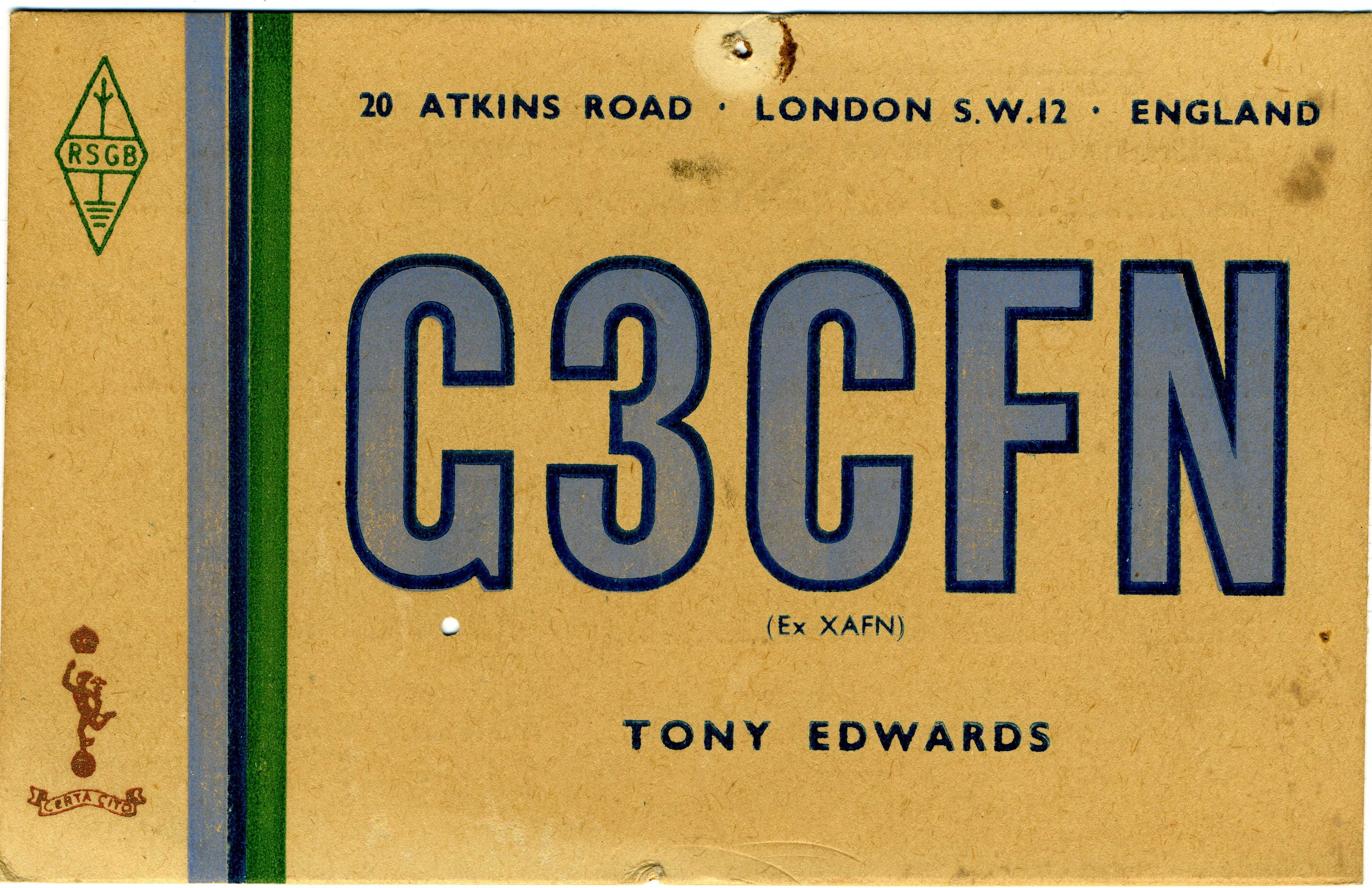
Carte QSL de G3CFN, Grande-Bretagne (1948).
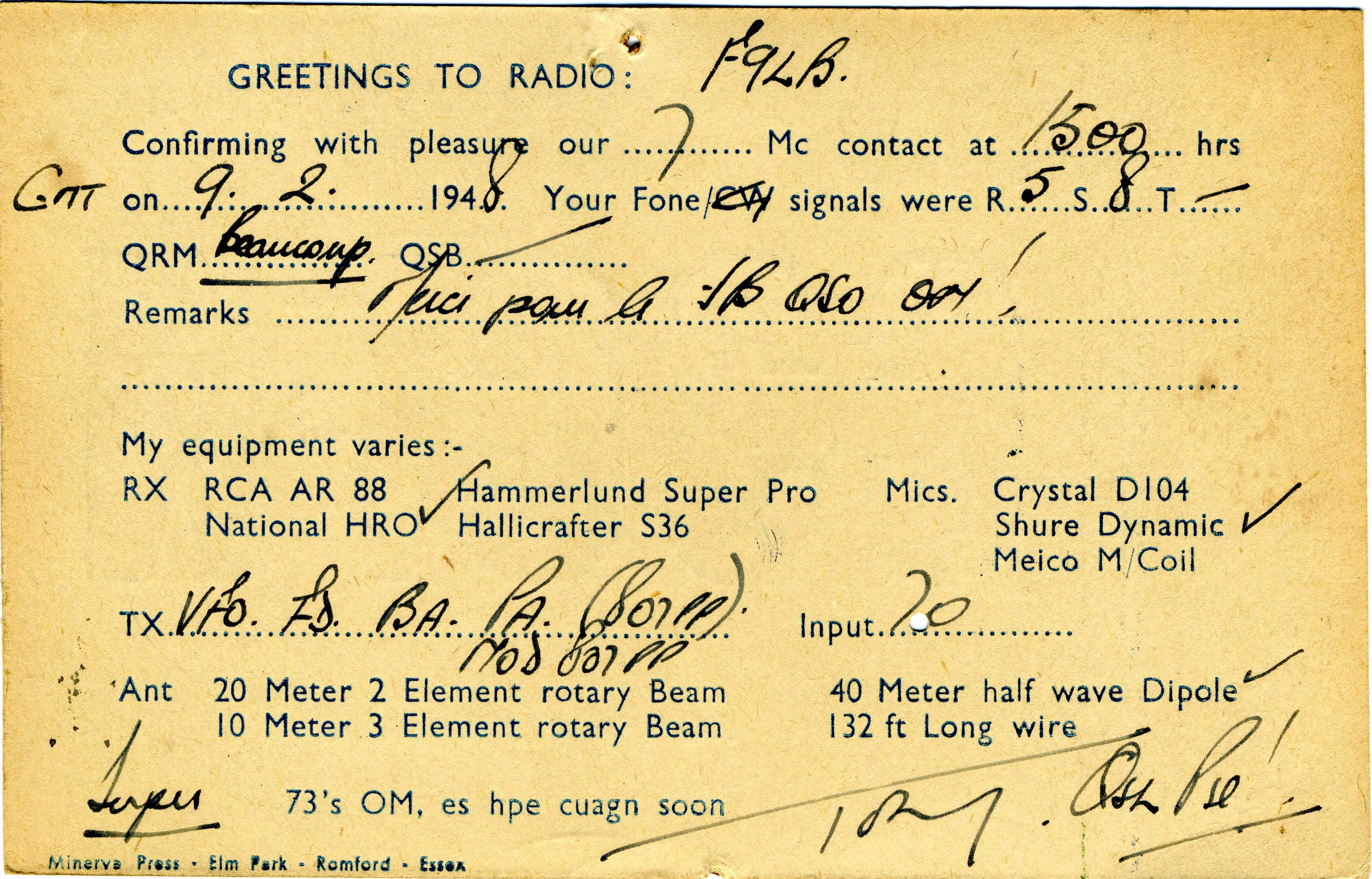
Verso de la carte QSL de G3CFN, Grande-Bretagne, (1948).
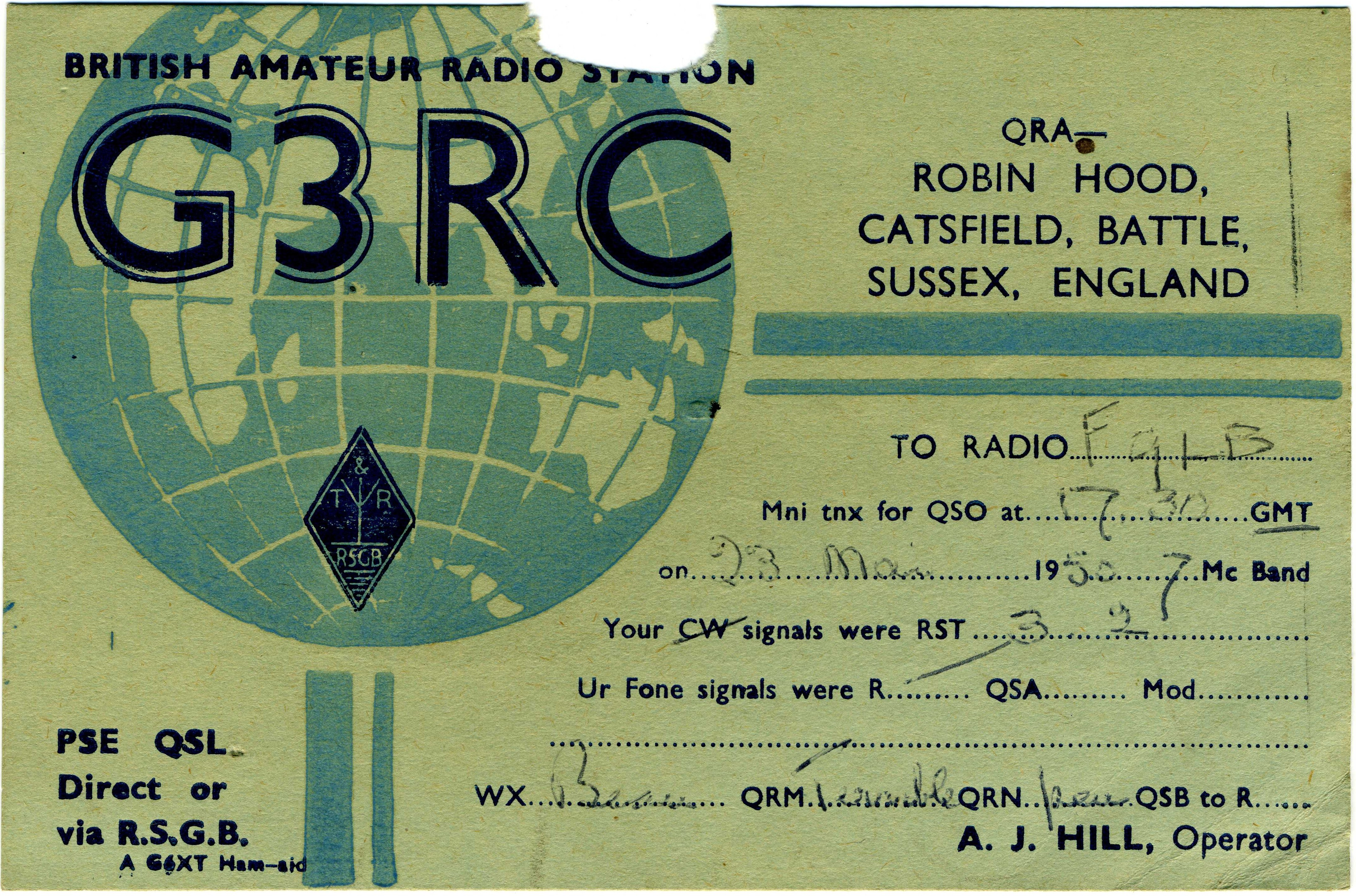
Carte QSL de G3RC, Grande-Bretagne (1950).
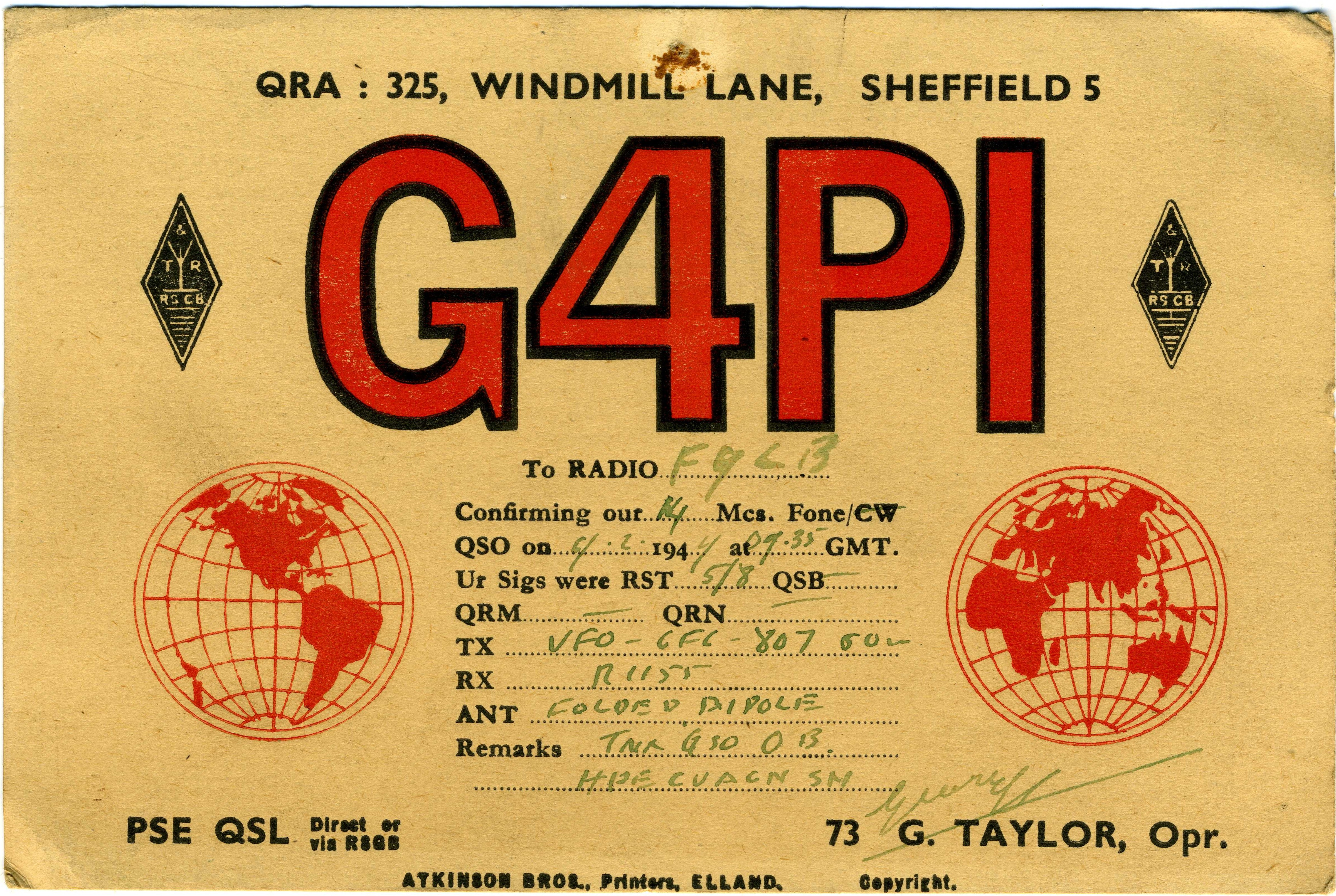
Carte QSL de G4PI, Grande-Bretagne (1947).
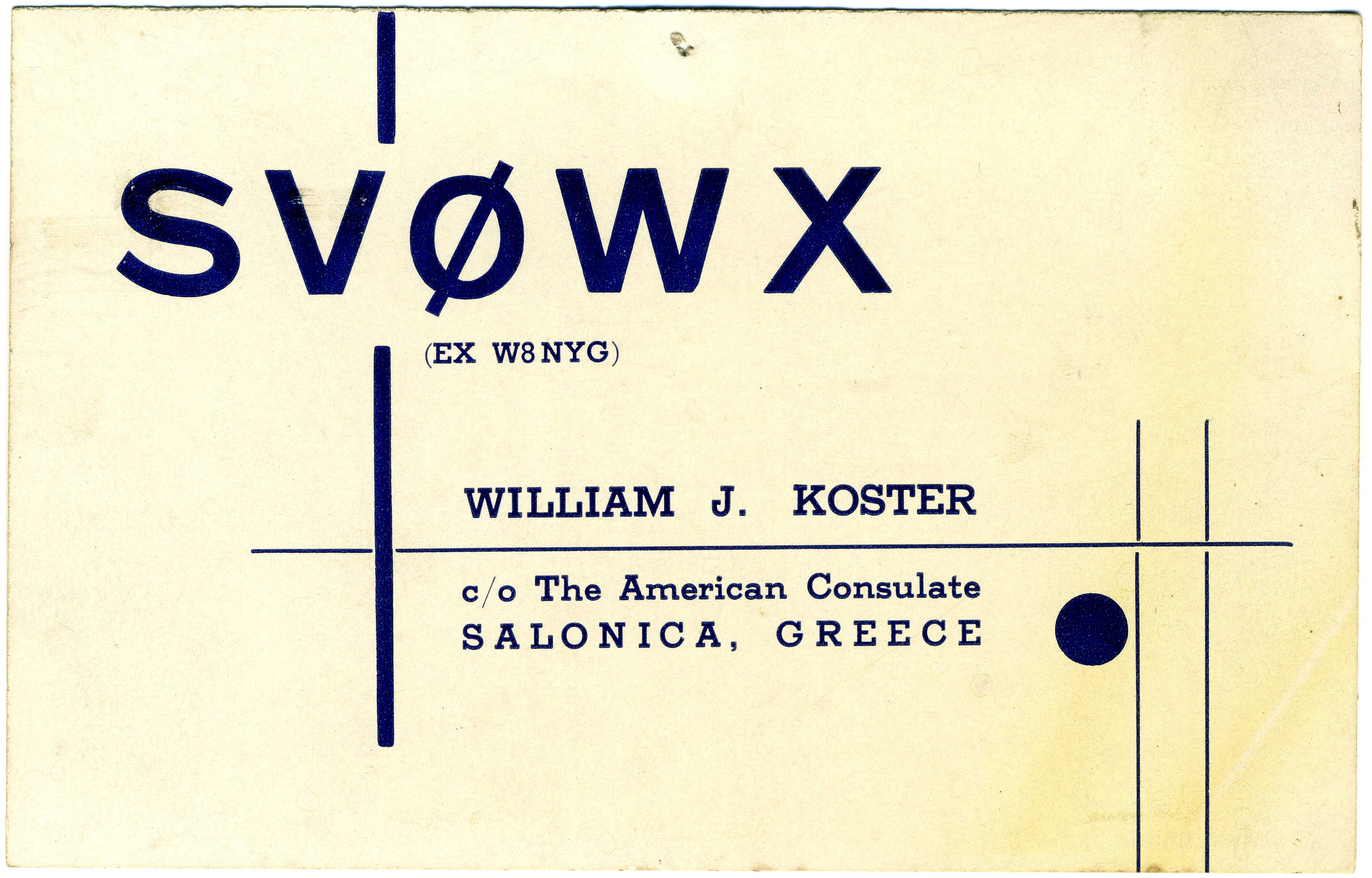
Carte QSL de SV0WX, Grèce (1951).
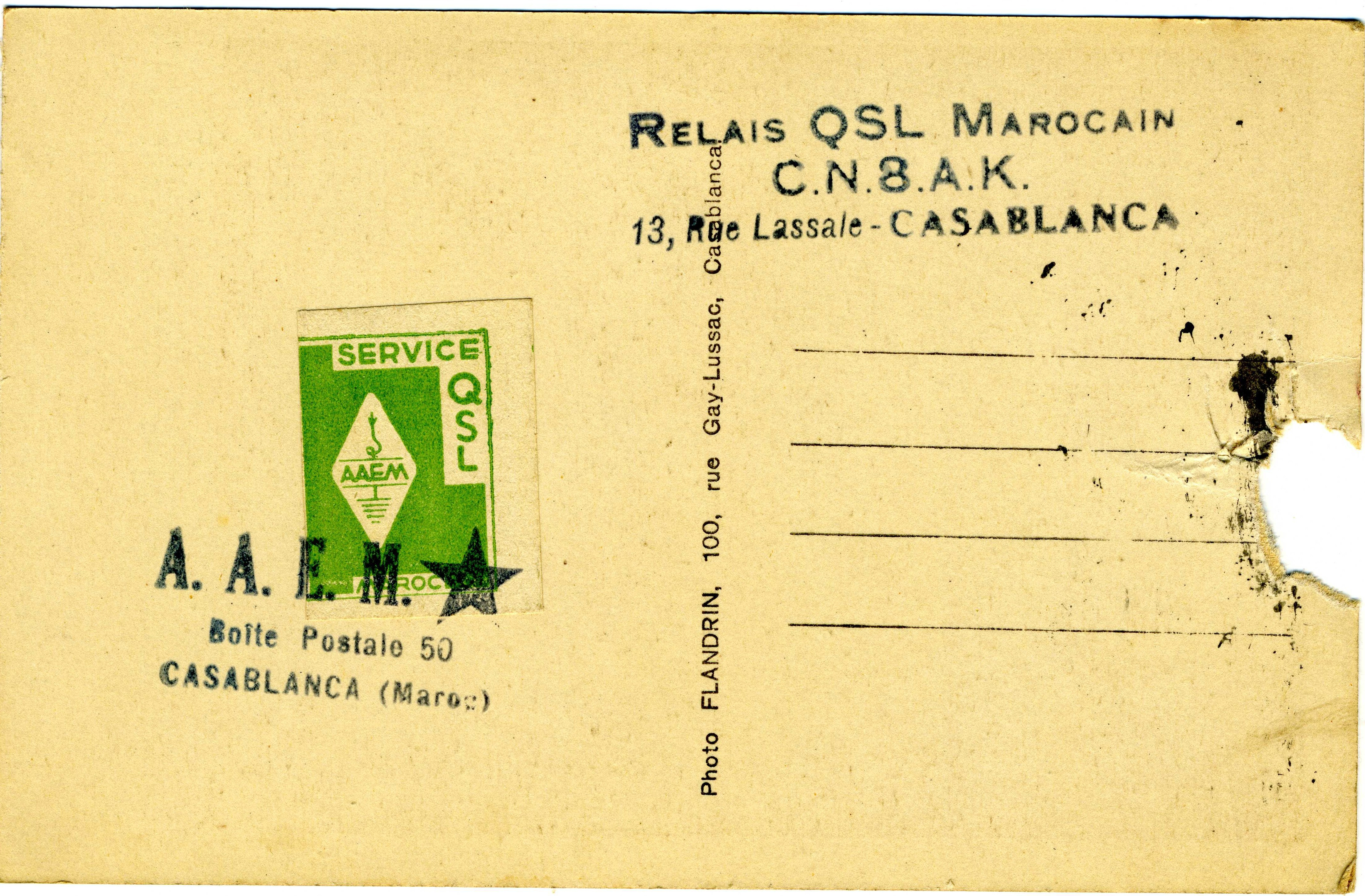
Verso d'une carte QSL de CN8AB avec un timbre de l'AAEM, Maroc (1951).
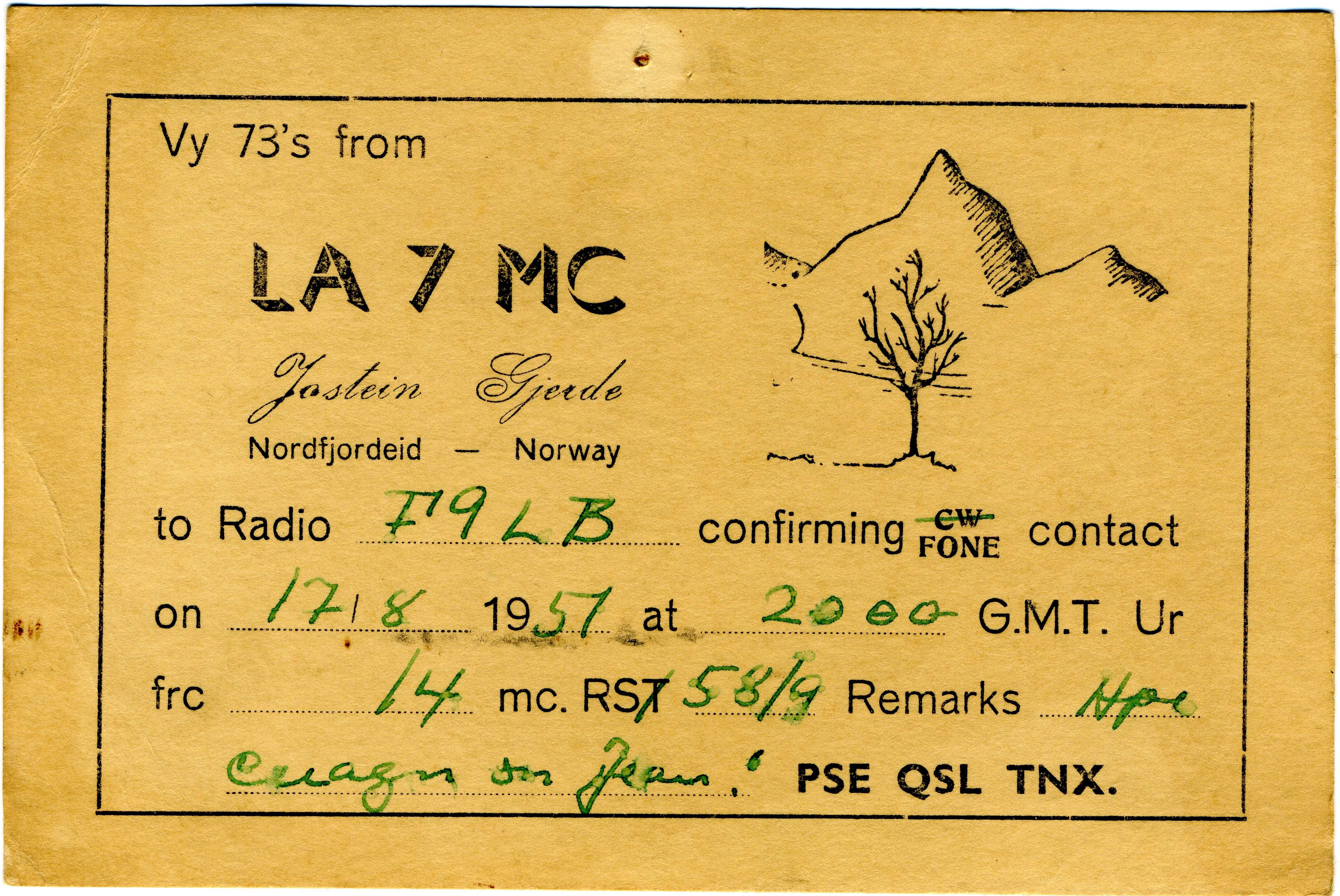
Carte QSL de LA7MC, Norvège (1951).
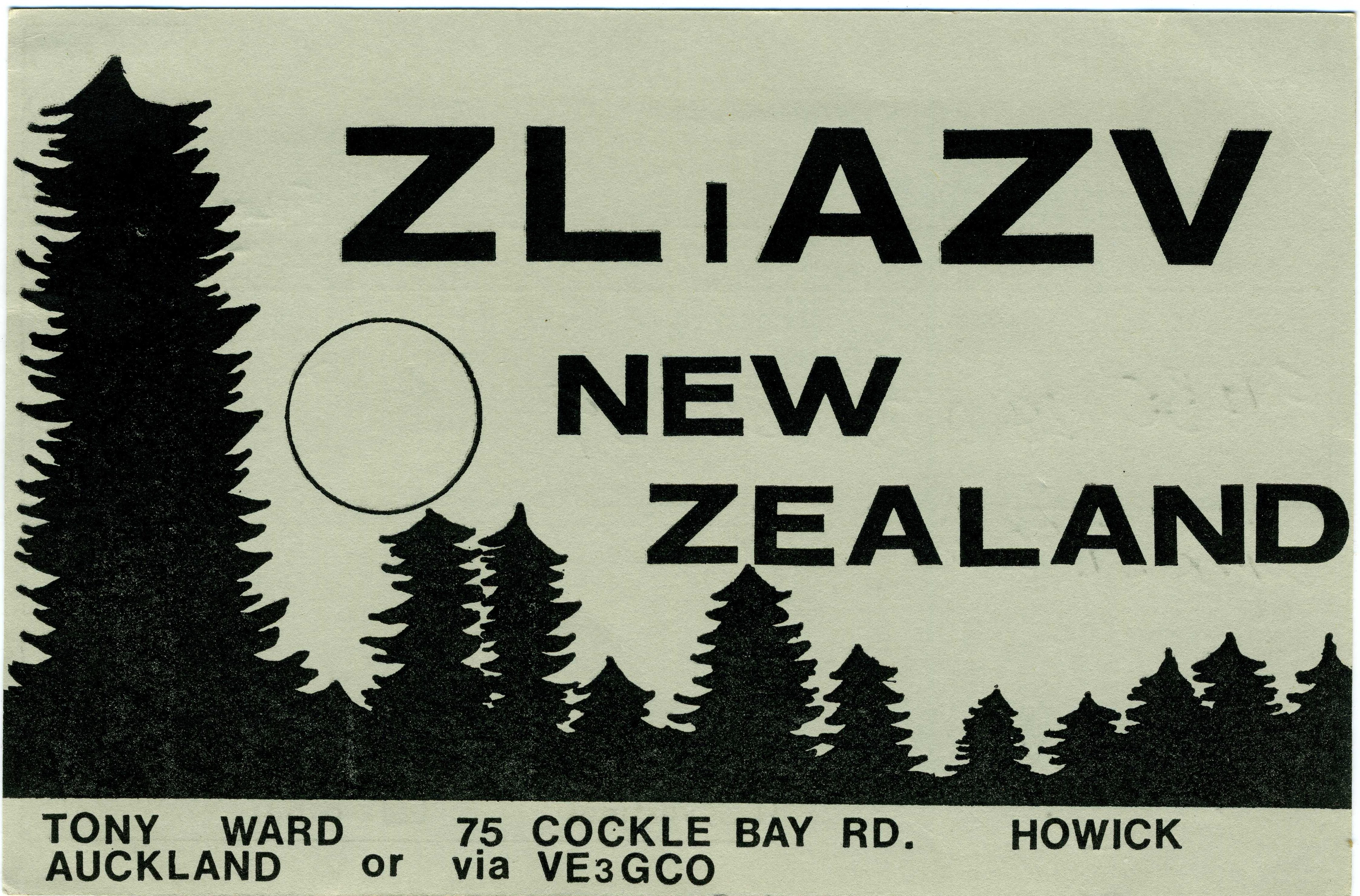
Carte QSL de ZL1AZV, Nouvelle-Zélande (sans date).
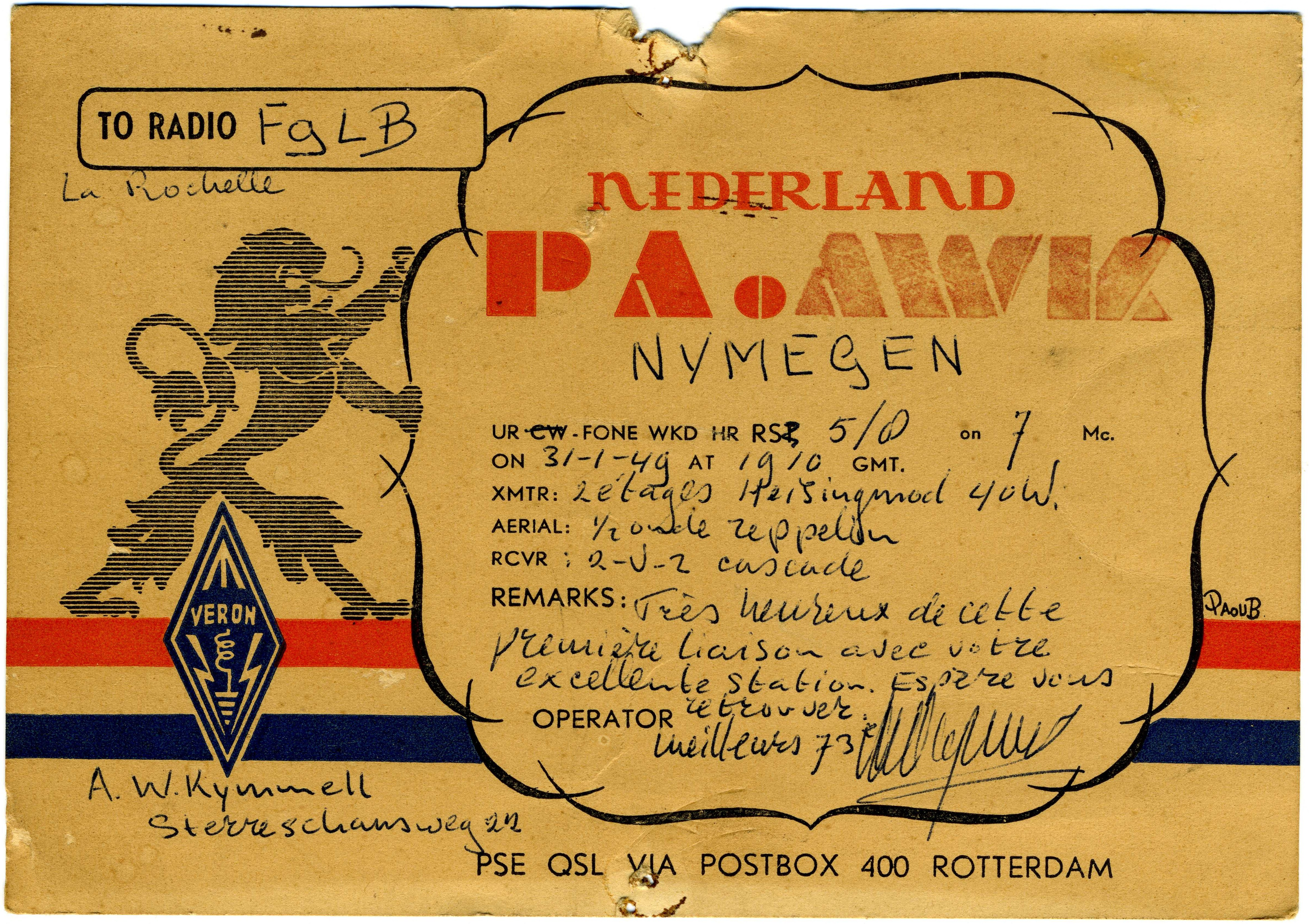
Carte QSL de PA0AWK, Pays-Bas (1949).
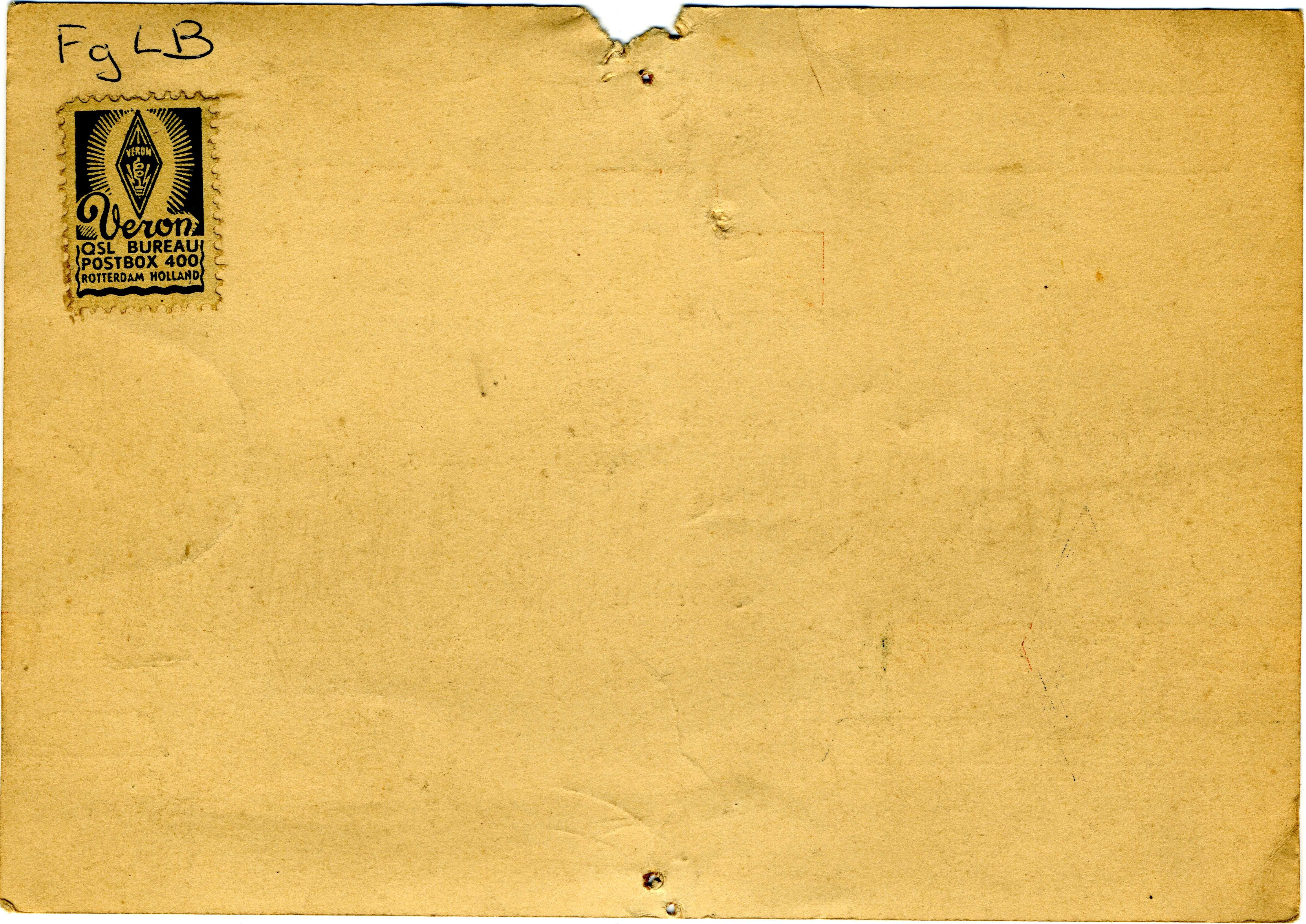
Verso d'une carte QSL de PA0AWK avec un timbre du VERON, Pays-Bas (1949).
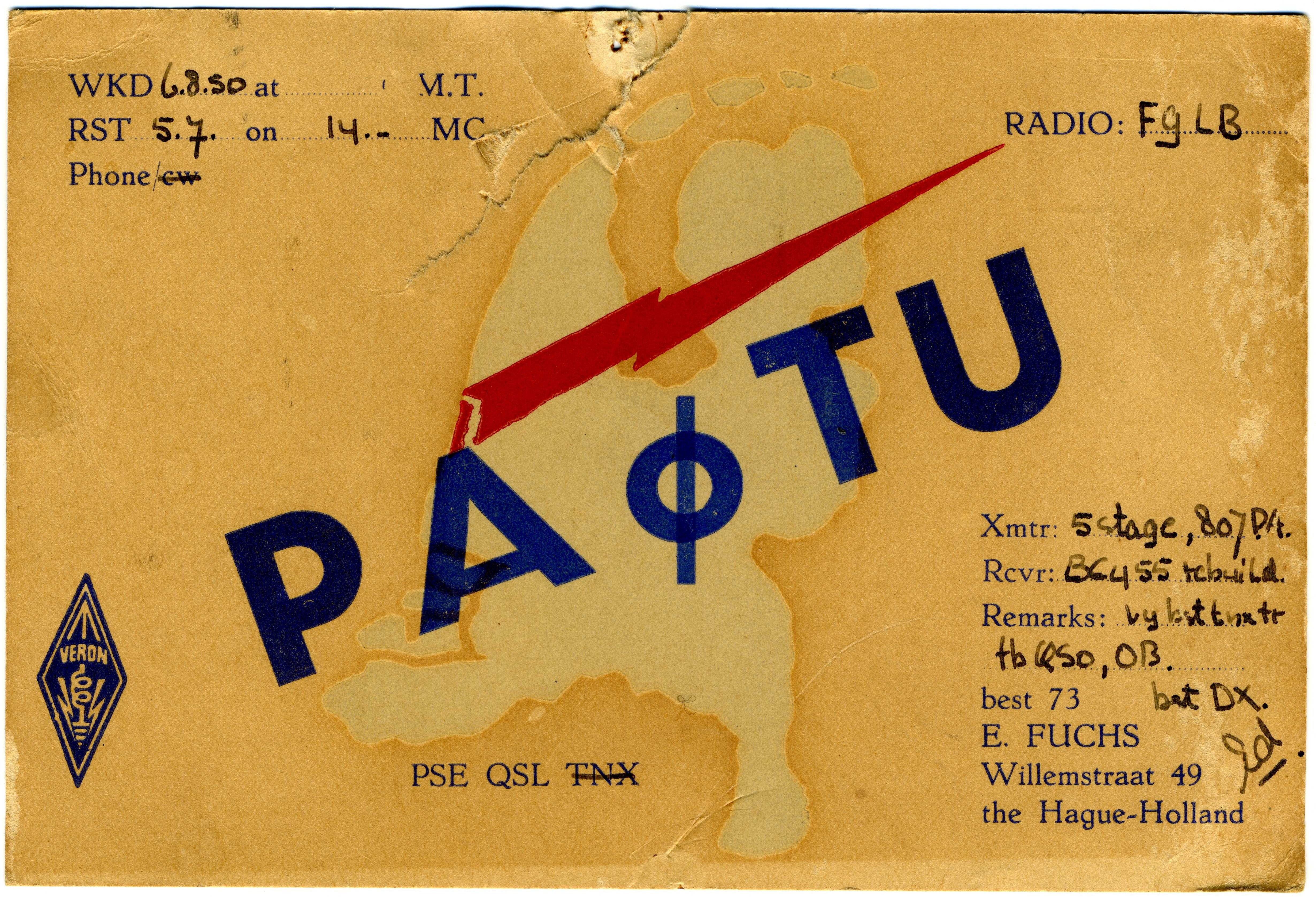
Carte QSL de PA0TU, Pays-Bas (1950).
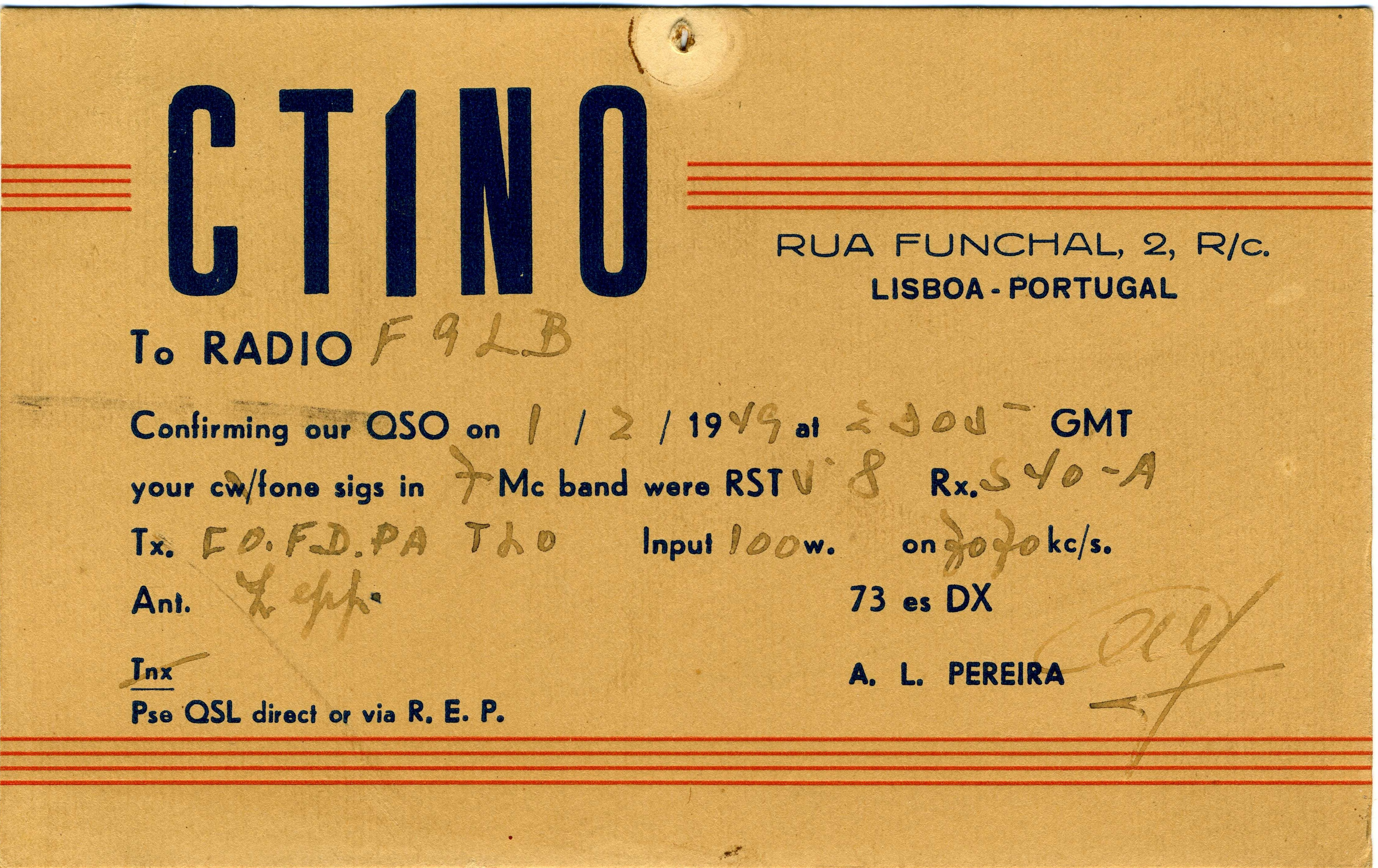
Carte QSL de CT1NO, Portugal (1949).
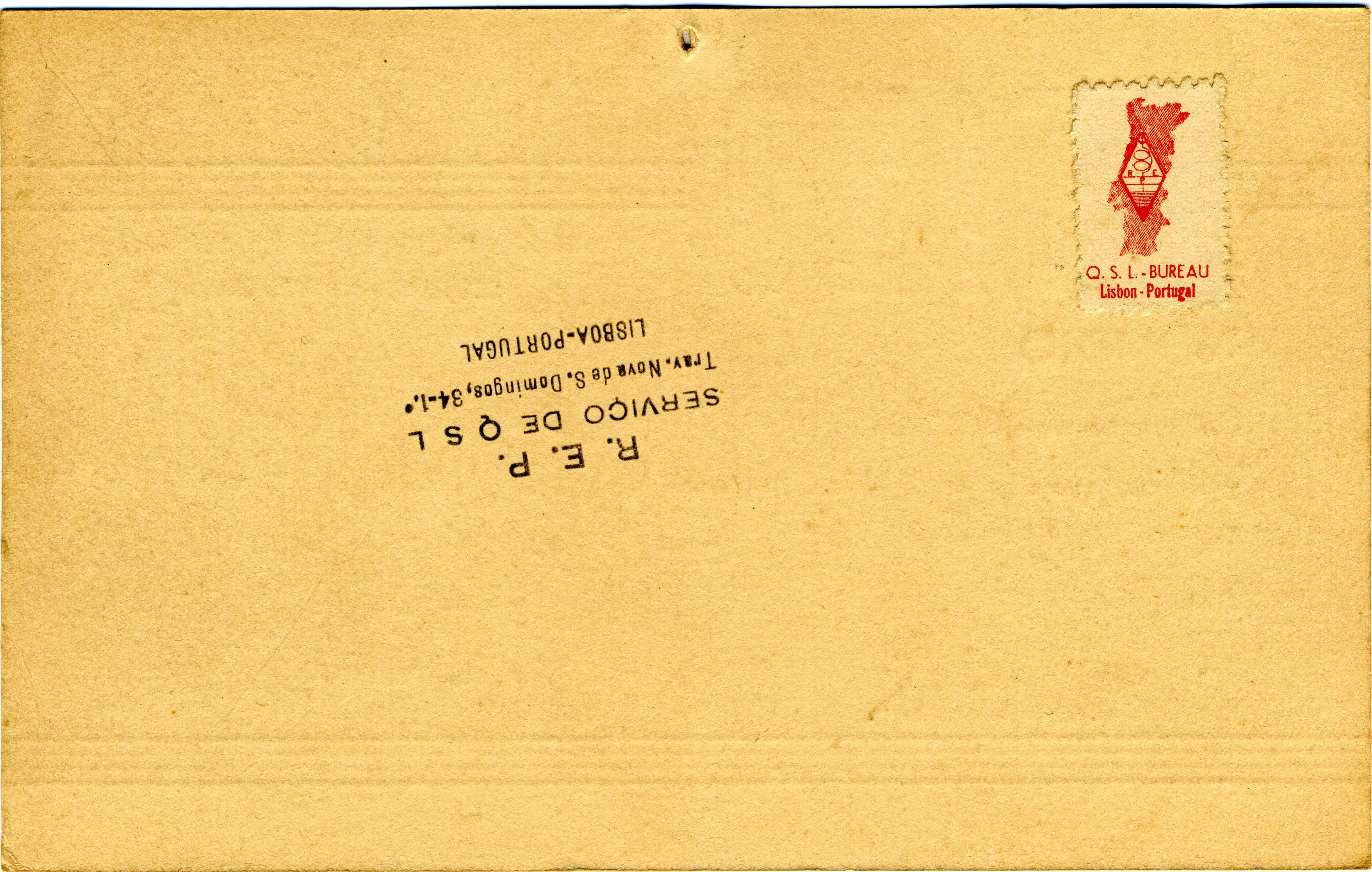
Verso d'une carte QSL de CT1NO avec un timbre du REP, Portugal (1949).
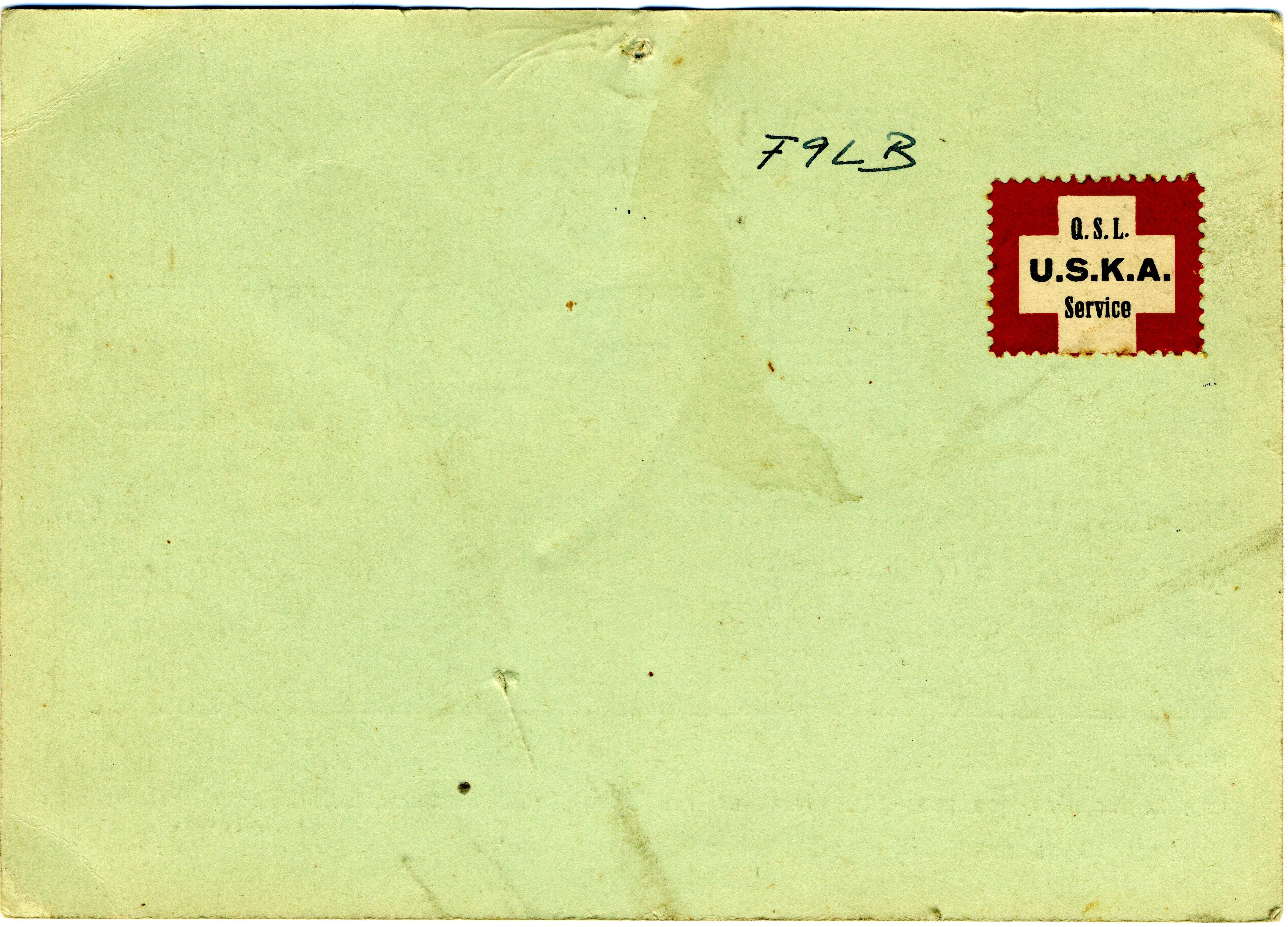
Verso d'une carte QSL de HB9ID avec un timbre de l'USKA, Suisse (1950)
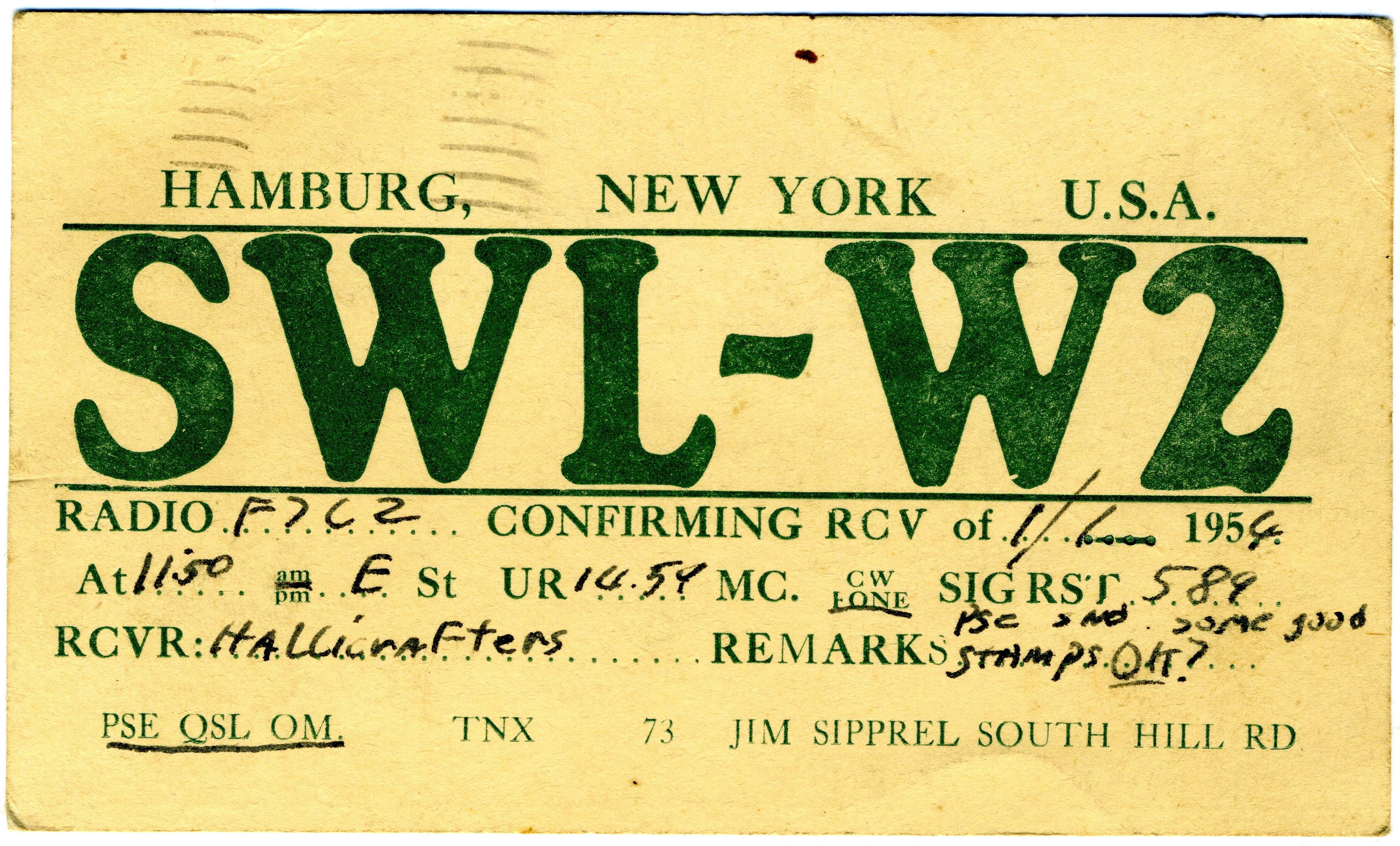
Carte QSL de SWL-W2, USA (1954).
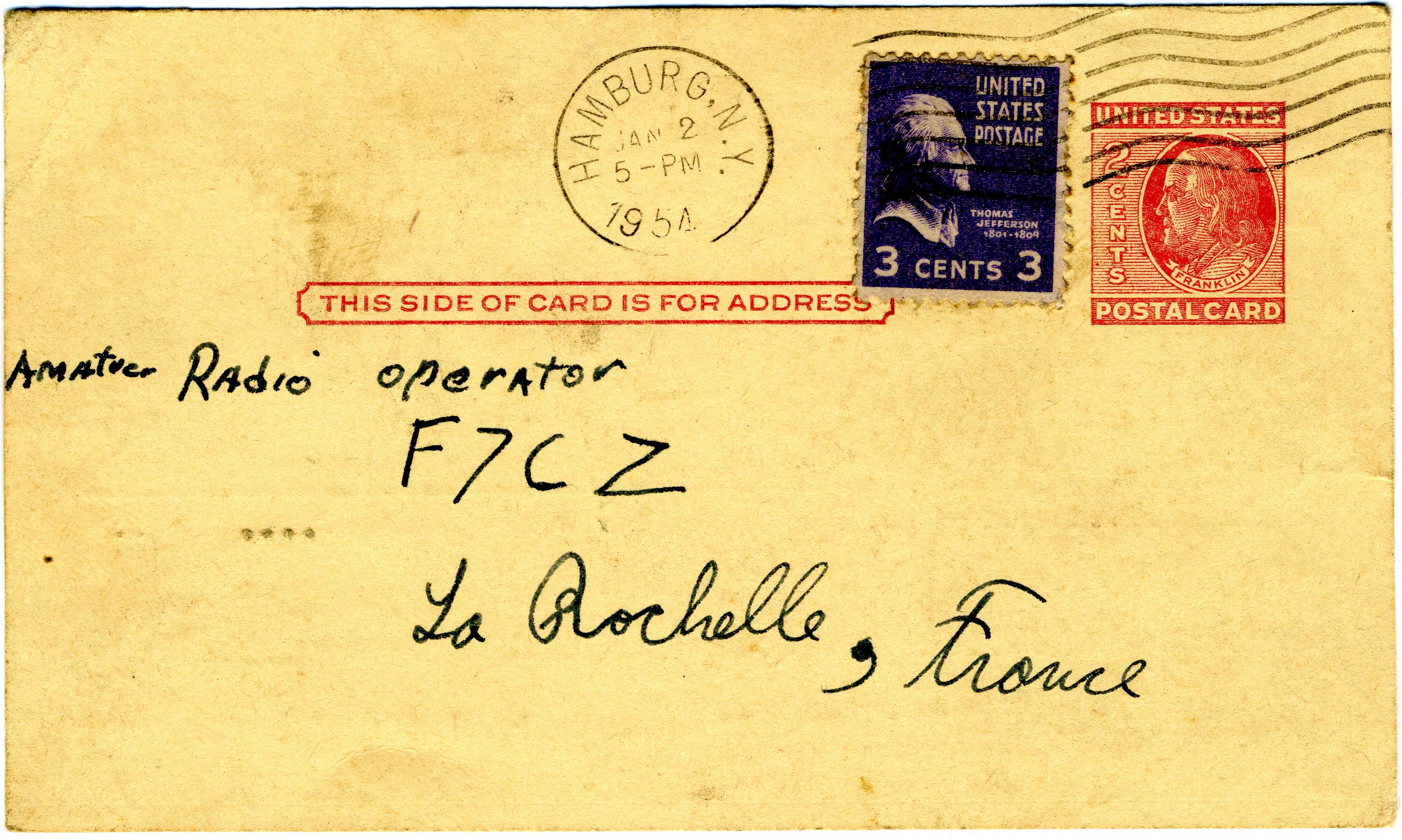
Verso d'une carte QSL de SWL-W2 envoyée par la Poste, USA (1954).
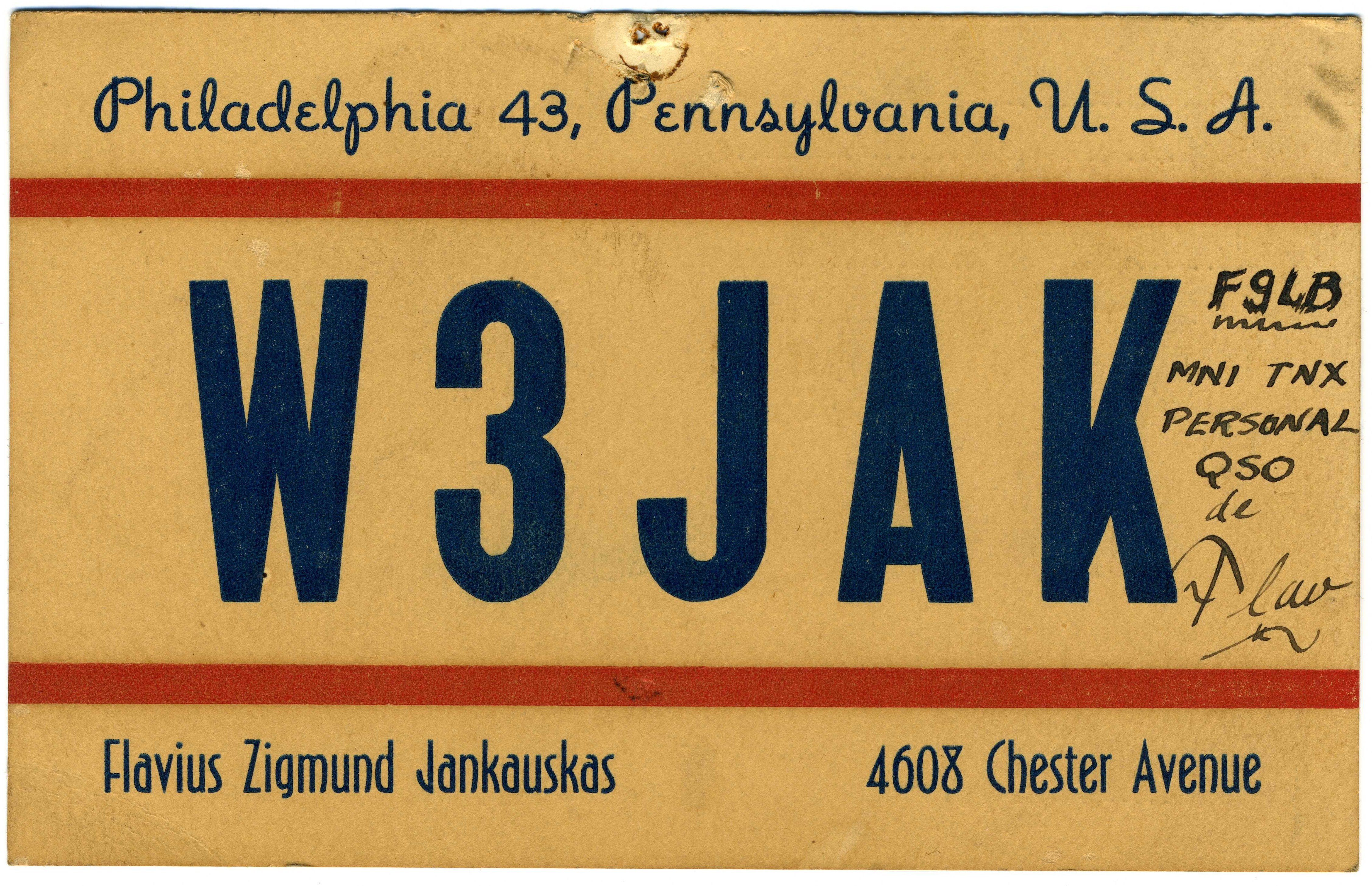
Carte QSL de W3JAK, USA (1948).
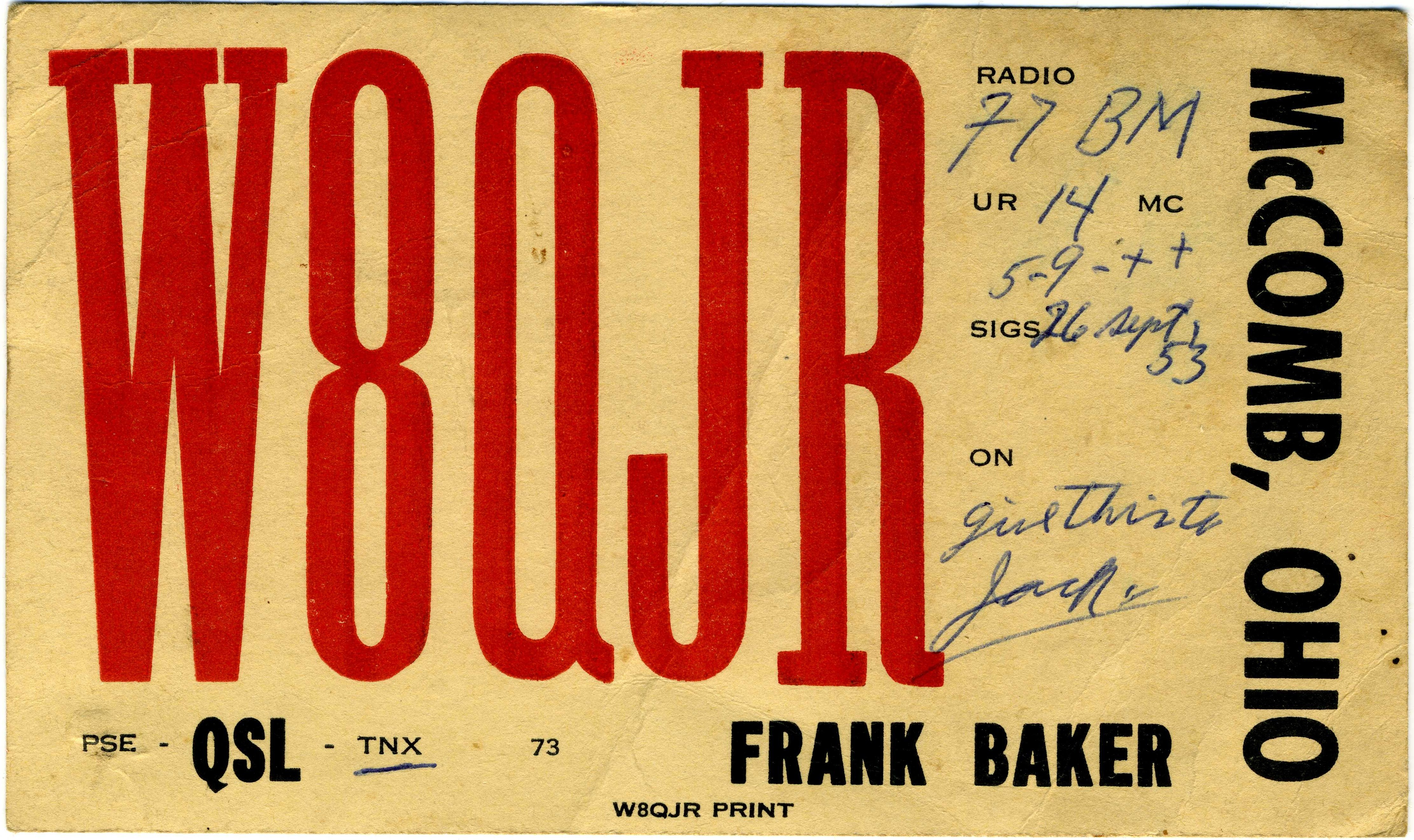
Carte QSL de W8QJR, USA (1953).